# Tivoli
Vous lisez un « article de qualité » labellisé en 2010.
Pour les articles homonymes, voir Tivoli (homonymie).
Tivoli est une ville de la ville métropolitaine de Rome Capitale, dans la région du Latium, en Italie. Très ancienne cité datant d'avant la colonisation romaine, elle fut, selon la tradition et quelques éléments archéologiques, fondée en 1215 av. J.-C., bien que ses plus anciens vestiges, que constituent les murs d'enceinte, datent du IVe siècle av. J.-C..
Elle connut, sous le nom de « Tibur » et comme villégiature préférée de l'empereur Auguste, un apogée durant la période romaine, avec la construction par l'empereur Hadrien de sa résidence de villégiature, la villa d'Hadrien, au début du IIe siècle. Durant toute cette période, la ville s'enrichit grâce à l'extraction de travertin, servant à la construction des palais romains, et également grâce à ses eaux thermales réputées. De la Renaissance au XIXe siècle, divers cardinaux et papes relèvent l'attrait de la ville par la construction de la villa d'Este, qui reste l'un des plus importants exemples et modèles de jardins d'eau de cette période, ayant attiré de très nombreux artistes européens, peintres, poètes ou musiciens voyageant dans la campagne romaine.
La ville, qui comptait 56 404 habitants en novembre 2019, est intégrée dans la périphérie économique et culturelle de Rome. Elle demeure une destination touristique prisée, notamment depuis la classification de ses deux villas au Patrimoine mondial établi par l'UNESCO en 1999 et 2001, et possède, de fait, une renommée dépassant largement les frontières du pays, comme le montre l'attribution de son nom à de nombreuses villes et éléments culturels dans le monde.

## Géographie

### Localisation et topographie

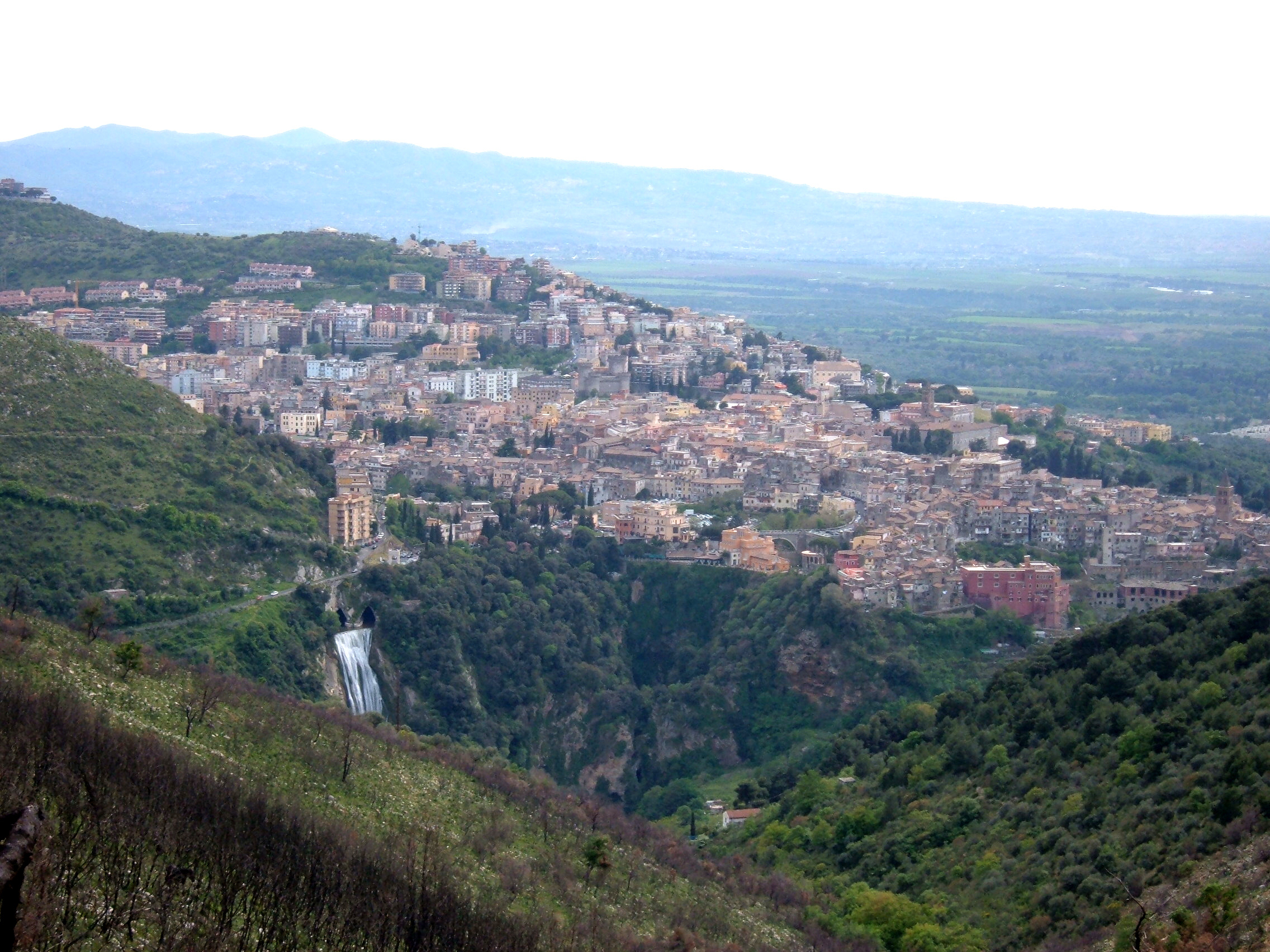
Vue générale du centre-ville de Tivoli.

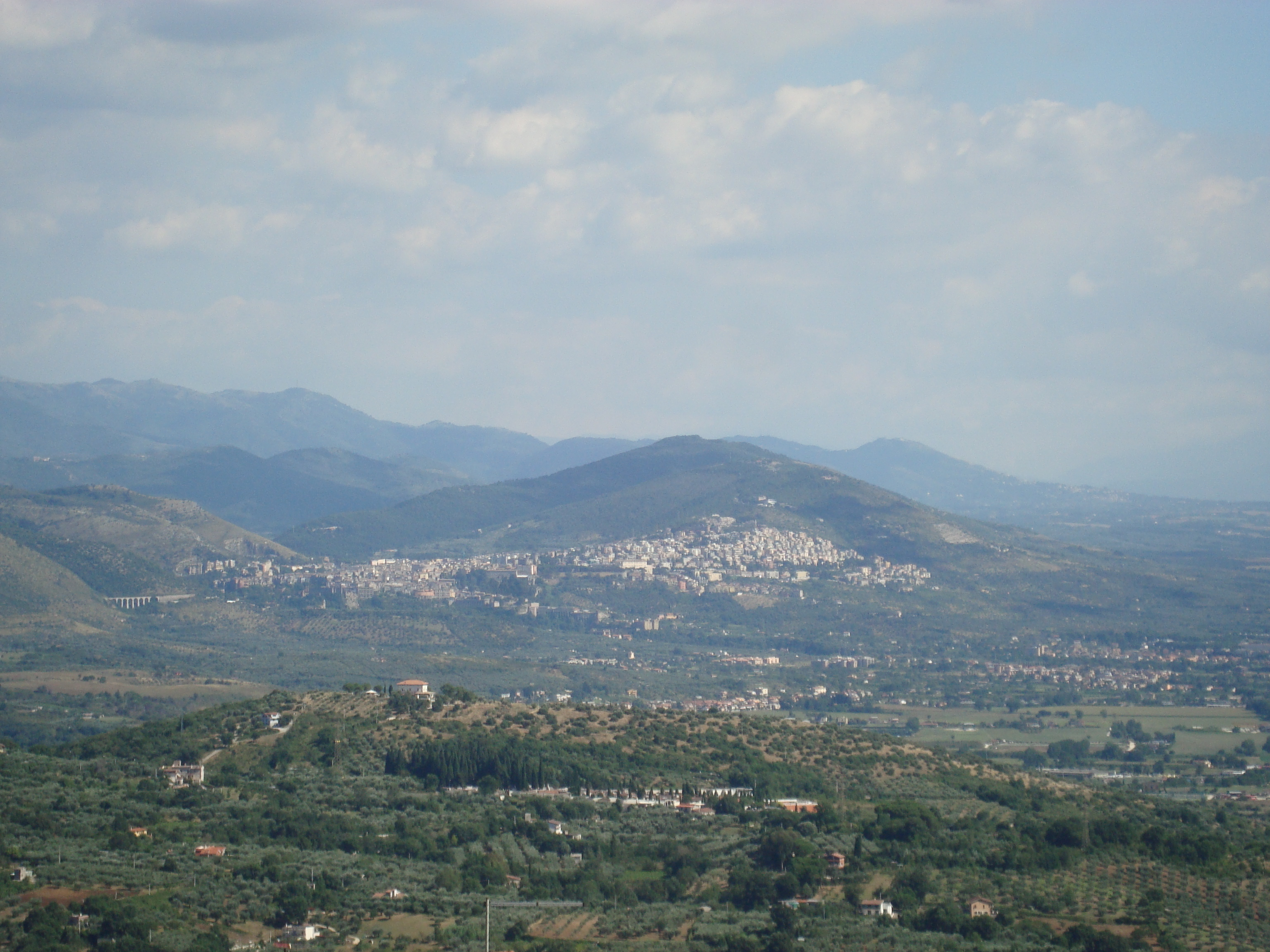
Vue générale de l'ensemble de la ville depuis Sant'Angelo Romano. À gauche le centre historique, et au centre l'extension de la ville nouvelle sur les monts Tiburtins.

Tivoli se trouve dans l'aire Tiburtina - Sublacense de la ville métropolitaine de Rome Capitale (remplaçant la province de Rome depuis 2015) de la région du Latium. Par rapport aux principales villes du Latium, elle est située par la route à 32 kilomètres à l'est-nord-est de Rome (44 km du centre-ville), 84 kilomètres au sud-ouest de L'Aquila (Abruzzes), 42 kilomètres à l'ouest de Subiaco, 85 et 122 kilomètres au sud-est d'Orte et de Viterbo respectivement, et 113 kilomètres au nord de Latina.
Les communes limitrophes de Tivoli sont : Castel Madama, Guidonia Montecelio, Marcellina, Rome (par la zone de Rome de San Vittorino), San Gregorio da Sassola, San Polo dei Cavalieri, et Vicovaro.
Tivoli s'échelonne sur le flanc occidental des monts Tiburtins de la chaîne centrale des Apennins dont elle contrôle le premier accès vers les Abruzzes par la via Valeria, prolongement de la via Tiburtina. La ville s'est développée à l'extrémité occidentale de la vallée de l'Aniene à l'endroit où la rivière atteint la plaine romaine par d'importants sauts successifs de cascades d'un dénivelé total de 160 mètres. L'altitude moyenne de Tivoli est de 235 mètres ; le point le plus bas de la commune se trouve à 33 mètres d'altitude dans la zone de Tivoli Terme et celui le plus élevé à 612 mètres correspondant à la Colle Lecinone. Comme la zone urbaine historique se situe entre 220 et 340 mètres, Tivoli est considérée à ce titre comme une ville de basse montagne dominée par le mont Catillo culminant à 430 mètres. Une partie non négligeable de la commune est constituée par la réserve naturelle du mont Catillo créée en 1997 et s'étendant sur 1 320 hectares protégés, exclusivement sur le territoire de la ville, au nord-est de celle-ci.
Le territoire communal total de Tivoli recouvre une superficie de 68,5 km2. Il se situe historiquement sur la rive gauche de la rivière Aniene bien qu'au cours du XIXe siècle et du XXe siècle la ville se soit nettement étendue dans la plaine et sur la rive droite de l'Aniene, notamment avec les frazioni de Tivoli Terme, Villa Adriana, et de Campolimpido qui lui sont rattachées. Le centre-ville historique est divisé en rioni (quartiers) que sont Castrovetere, San Paolo, Santa Croce et Trevio.

### Hameaux de la commune de Tivoli
Les principales frazioni de Tivoli sont Villa Adriana (14 000 hab.), Tivoli Terme (environ 10 000 hab.), Campolimpido et Favale (environ 3 000 hab. à elles deux). Il existe également des frazioni secondaires que sont Arci, Bivio San Polo, Casal Bellini, Clinica Colle Cesarano, Colle Merulino, Collenocello, Crocetta, Empolitana, Martellona I, Martellona II, Ponte Lucano, Villaggio Adriano, Villaggio Don Bosco.

### Sismicité
La ville de Tivoli est classée en zone 2, c'est-à-dire de moyenne sismicité selon les normes définies en 2003. Elle est périodiquement exposée à des secousses de faible intensité (3 à 4 sur l'échelle de Richter) dont les épicentres se trouvent dans un triangle défini par les villes de Tivoli, San Polo dei Cavalieri et Castel Madama et a connu deux tremblements de terre importants en 1795 et 1915. Les tremblements de terre, fréquents, de la région des Abruzzes sont fréquemment ressentis à Tivoli comme le séisme de 2009 à L'Aquila.

### Climat
La ville de Tivoli bénéficie d'un climat méditerranéen plus doux que celui de Rome, en raison de sa situation géographique sur les flancs d'une montagne exposée au nord-est. La température moyenne maximale annuelle de la ville est de 20,6 °C et celle moyenne minimale annuelle de 11,6 °C. Le mois le plus chaud est celui de juillet avec une moyenne de 25,6 °C et celui le plus froid est janvier avec une moyenne de 7,0 °C. La moyenne des précipitations annuelles est d'environ 800 mm.
| Mois                                       | Janv | Fév  | Mars | Avr  | Mai  | Juin | Juil | Août | Sept | Oct  | Nov   | Déc  | Année |
| ------------------------------------------ | ---- | ---- | ---- | ---- | ---- | ---- | ---- | ---- | ---- | ---- | ----- | ---- | ----- |
| Températures minimales moyennes (°C)       | 3,7  | 4,5  | 7,1  | 9,8  | 13,4 | 16,9 | 19,7 | 20,1 | 17,1 | 12,7 | 8,8   | 5,3  | 11,6  |
| Températures maximales moyennes (°C)       | 10,4 | 11,5 | 15,4 | 19,1 | 24,4 | 29,0 | 31,5 | 31,1 | 26,5 | 20,8 | 15,4  | 11,9 | 20,6  |
| Moyennes mensuelles de précipitations (mm) | 73,7 | 73,7 | 61   | 66   | 55,9 | 43,2 | 27,9 | 45,7 | 71,1 | 88,9 | 104,1 | 86,4 | 797,6 |

## Histoire

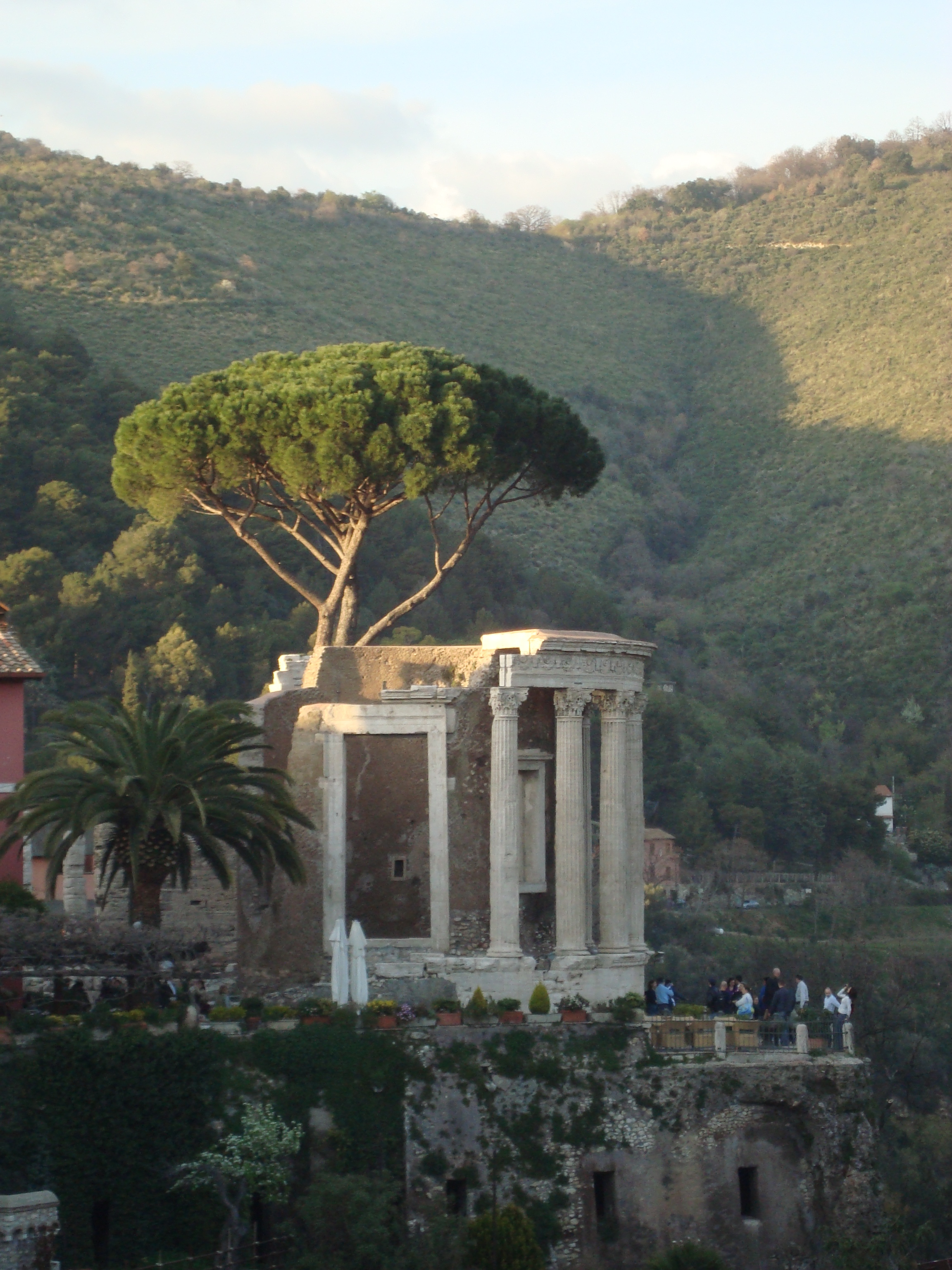
Le temple de Vesta.

### Mythologie et littérature antique
Caius Julius Solinus se réfère à Caton l'Ancien (dans Origines) ainsi qu'à Denys d'Halicarnasse (dans Antiquités romaines) qui rapportent que la ville a été fondée par Catillus, l'amiral de la flotte d'Évandre l'Arcadien, fils d'Amphiaraos qui arriva à cet endroit après la chute de Thèbes. Catillus et ses trois fils, Tiburtus, Coras, et Catillus (fils) chassèrent les Sicules du plateau d'Aniene et restaurèrent la cité qu’ils appelèrent Tibur en l'honneur de l'aîné Tiburtus. Dans Énéide, Virgile la surnomme Tibur superbum – « l'orgueilleuse Tibur » – et fait des deux jumeaux, Coras et Catillus, les deux alliés de Turnus contre Énée, ancêtre des fondateurs mythologiques de Rome. Cette description, et l'éventuelle réalité historique qu'elle transposerait, pourrait expliquer l'antagonisme millénaire attesté entre les deux proches cités.

### Période pré-romaine
D'un point de vue historique, Tibur aurait été une colonie d'Alba Longa : des traces de peuplement remontent au XIIIe siècle av. J.-C. avec une fondation probable du village de Tibur par les peuples latins vers 1215 av. J.-C. sur le site de l'actuelle acropole, voire précédemment par les Sicules avant leur refoulement de la péninsule vers la Sicile au tournant de -1200. Sur le plan archéologique, la structure la plus ancienne retrouvée à Tivoli est le mur carré d'enceinte de la ville datant du IVe siècle av. J.-C., probablement vers -380, et enserrant l'acropole. Tibur est un temps indépendante du pouvoir romain, en s'alliant par exemple avec les peuples gaulois en -361 contre Rome et construisant ses propres structures défensives que sont l'opus quadrata. En -338, la ville chute devant les troupes romaines et s'allie finalement au pouvoir de la capitale de l'Empire naissant.
Du temps des Étrusques au IIe siècle av. J.-C., la ville des Sabins abrite deux importants temples tous deux situés au-dessus des spectaculaires chutes naturelles : le temple de la Sibylle, monument le plus ancien de la ville où le nom de Tiburtus apparaît sur le fronton, dédié à une nymphe des eaux appelée Albunéa par Varron qui fut la dixième à s'échouer sur les rives de l'Aniene, et le temple de Vesta construit au siècle suivant. À cette époque, Tibur est considérée par les historiens comme un « sanctuaire prophétique » en raison de son site d'établissement près des chutes d'eau sonores, des grottes du val dell'Inferno « habitées par des voix », et des sources thermales aux vapeurs infernales qui font du site un « lieu de transmission de la parole de la terre ». Ainsi l'empereur Auguste, en quête d'oracle, fait venir la Sibylle de Tibur à Rome qui lui aurait prophétisé, sur le lieu de l'actuelle basilique Sainte-Marie d'Aracœli selon la tradition médiévale, la venue du Christ sur le Capitole. Cette période est marquée par une intense activité urbanistique et la construction du Temple d'Hercule vainqueur.

### Période romaine

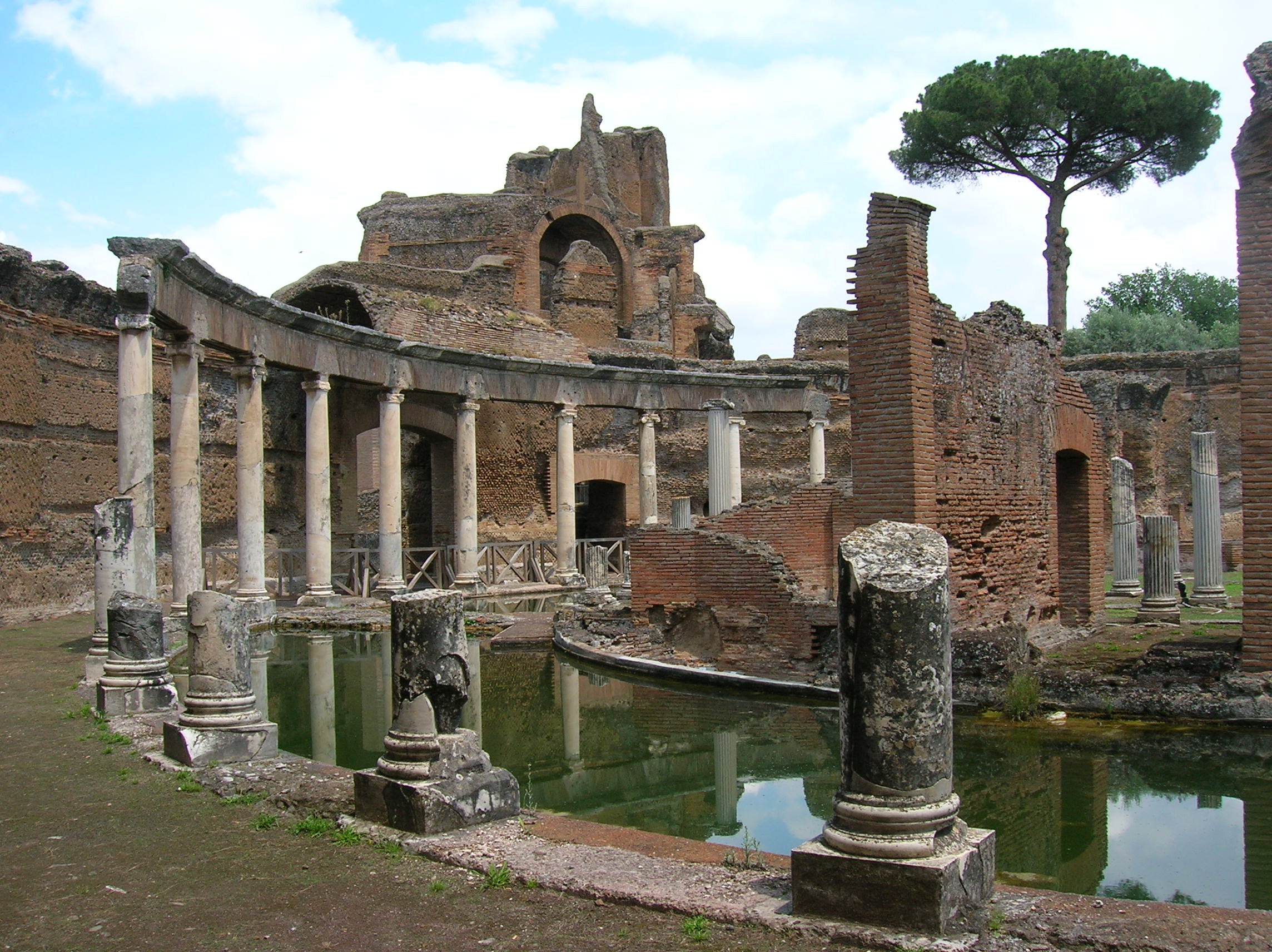
Le théâtre maritime de la Villa Adriana.

Avec la domination romaine, Tibur garde une grande importance stratégique et commerciale en raison de sa situation contrôlant le début de la route qui part de Rome et traverse les Apennins par la via Tiburtina et la via Valeria. Les dictateurs romains laissent cependant une relative autonomie administrative à la ville. Ses habitants obtiennent en -90 leur pleine reconnaissance de citoyens romains, développant alors la construction de villas patriciennes. Mécène, le poète Horace, Auguste et le sénateur Varus, se font construire des résidences à Tibur. Mais c'est principalement l'empereur Hadrien qui bâtit de 118 à 134 au pied de Tibur sa villa de villégiature estivale, la Villa d'Hadrien, qui deviendra un temps le centre de pouvoir effectif de l'Empire romain. À sa mort la villa est laissée à l'abandon. En 273, Zénobie est assignée à Tibur par l'empereur Aurélien.
C'est à cette période que le nom de la ville de Tibur commence à dériver pour devenir progressivement Tiburi puis Tibori, Tiboli et finalement Tivoli bien que ses habitants aient toujours continué jusqu'à aujourd'hui de s'appeler les « tiburtin(e)s ».
La ville subit les attaques d'Alaric en 410 et de Genséric en 455. Cette période correspond également à la « christianisation » de la ville et plus particulièrement de la zone du forum romain notamment avec la construction de l'ancienne église San Lorenzo sur les ruines de l'antique basilique romaine sous l'impulsion du pape Simplice, originaire de Tivoli, entre 476 et 483. Tivoli est alors gratifiée d'un important degré d'autonomie politique, jouissant un temps du statut de « libre commune ». Durant la Guerre des Goths, la ville est fortifiée par le général byzantin Bélisaire en 547, avant d'être mise à sac et détruite par les troupes de Totila qui s'en servirent comme tête de pont pour la prise de Rome. À la fin de cette guerre, Tibur est rattachée aux États pontificaux puis au milieu du VIIIe siècle passe sous le contrôle du duché de Rome (Ducatus Romanus) partie de l'exarchat de Ravenne de l'empire byzantin. Après la conquête de la péninsule par Charlemagne, Tivoli est administrée par un représentant de l'empereur.

### Moyen Âge

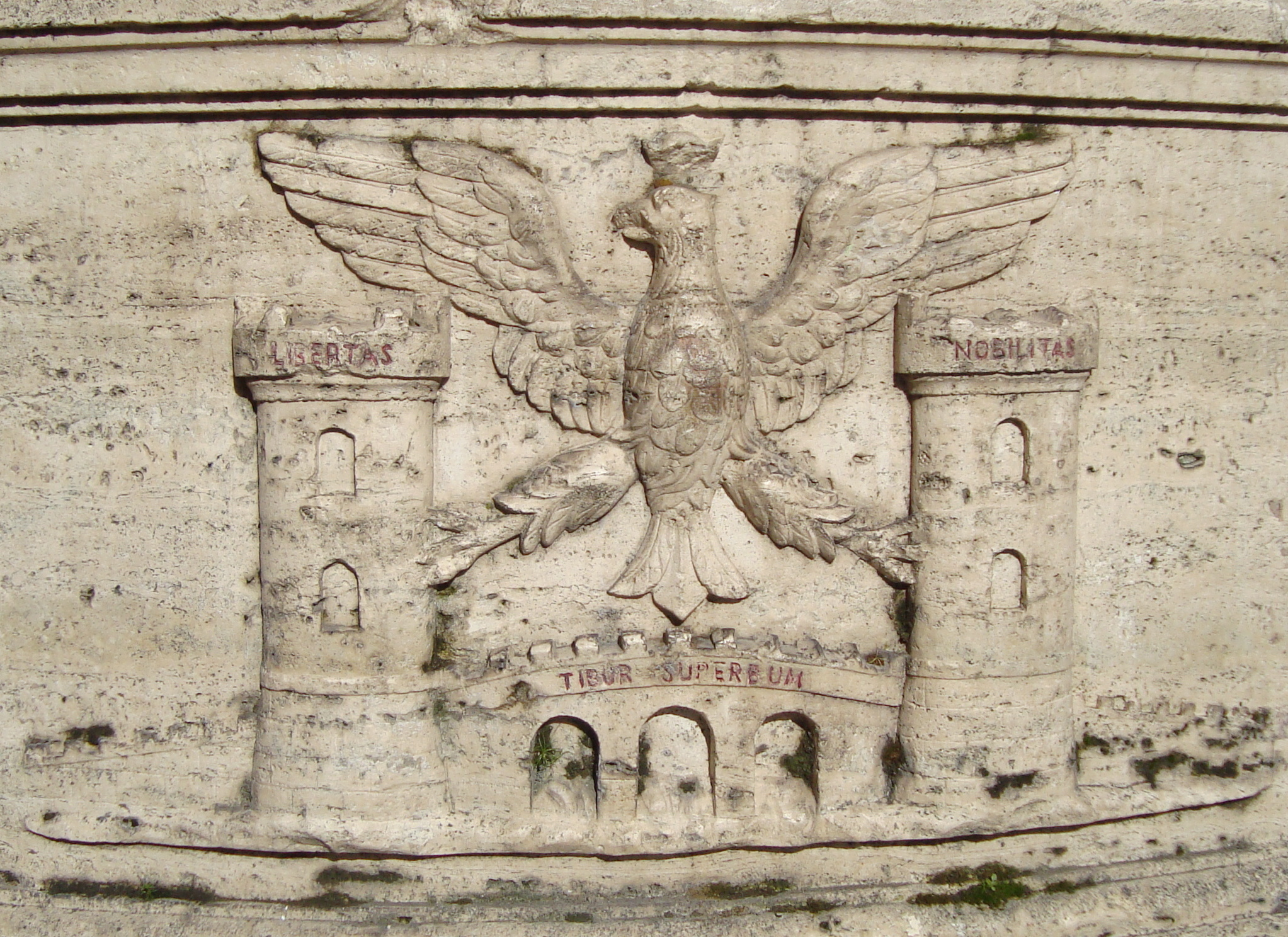
Le blason de la ville : Tibur Superbum - Libertas et Nobilitas.

À partir du IXe siècle, Tivoli devient indépendante de Rome et élit ses propres consuls afin de contrôler le Latium central. En 1001, Otton III conquiert la ville qui retombe sous le contrôle du pape avec toutefois un certain degré d'autonomie qui ira grandissante. De 1140 à 1141, les Romains, dont le pouvoir d'alors s'étiole, engagent une guerre contre les Tiburtins (Bellum tiburtinum) sous le prétexte que ceux-ci refusent le pouvoir papal d'Innocent II et soutiennent le schisme d'Anaclet II. Dans un premier temps les habitants de Tivoli repoussent leurs assauts, et vont même jusqu'à pénétrer aux portes de Rome, avant de subir en retour un siège qui les force à capituler et à se soumettre à nouveau au pouvoir du pape. Vers 1155, durant la période de pouvoir de Frédéric Barberousse, la ville s'agrandit sous la pression démographique et réalise de nouveaux murs d'enceinte pour finir par se diviser à la fin du XIIe siècle en quartiers que sont Castrovetere, San Paolo, Santa Croce et Trevio,.
Au XIIIe siècle, Tivoli obtient le droit d'être sous le contrôle d'un comte local en payant un impôt au pouvoir papal. Vers 1295, éclate la lutte entre la famille Colonna, menée par Sciarra Colonna et soutenue par les Tiburtins, et le pape Boniface VIII, soutenu par la famille Orsini. Tivoli choisit donc principalement le parti des gibelins contre les guelfes. Au XIVe siècle, Tivoli choisit de soutenir le pape Urbain VI contre l'antipape avignonnais Clément VII lors du Grand Schisme d'Occident. Au début du XVe siècle le roi Ladislas Ier de Naples puis le condottiere Braccio da Montone qui tentèrent de conquérir les États pontificaux sont repoussés devant la ville. En 1447, Tivoli accueille Alphonse V d'Aragon qui réside durant l'année dans la ville.
À partir de 1305 se développe une petite communauté juive tiburtine,.

### Renaissance

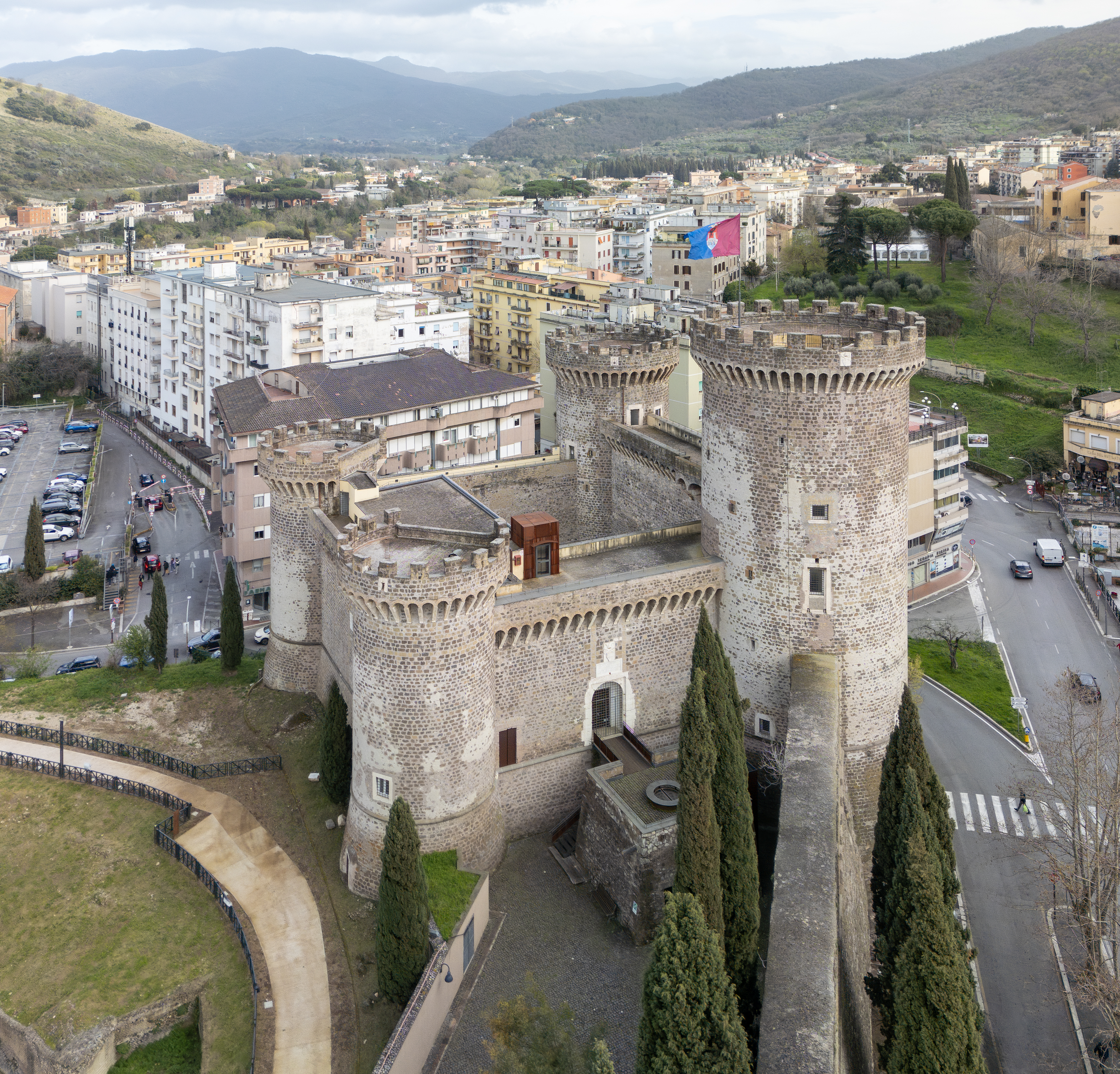
La Rocca Pia construite en 1461 sur ordre du pape Pie II.

La période de la Renaissance italienne qui contribue à la renaissance de Rome touche également la ville de Tivoli. De 1458 à 1461, le pape Pie II fait construire la Rocca Pia, une imposante citadelle qui sert de caserne et de prison permettant aux États pontificaux de contrôler directement et définitivement les velléités historiques de rébellion de la ville. De plus, le pape Jules II décide vers 1510 de la construction d'une fabrique d'armes dans la ville. Cette domination du pouvoir papal sur Tivoli s'amplifie en 1522, avec la décision que prend le pape Adrien VI dès le tout début de son pontificat de supprimer l'autonomie politique et administrative de Tivoli qui passe sous le contrôle total du Saint-Siège. Le pape Paul III qui réside durant l'été 1539 dans la Rocca Pia y reçoit Ignace de Loyola pour approuver le 3 septembre 1539 le texte de la prima Societatis Jesu instituti summa fondant l'ordre Jésuite de la Compagnie de Jésus. Au XVIe siècle, Tivoli subit, malgré la présence de la forteresse et d'une garnison, deux mises à sac : une première fois par la famille Colonna en 1527 puis une seconde fois en 1547 par les troupes du Duc d'Alba dans sa guerre contre le pape Paul III.

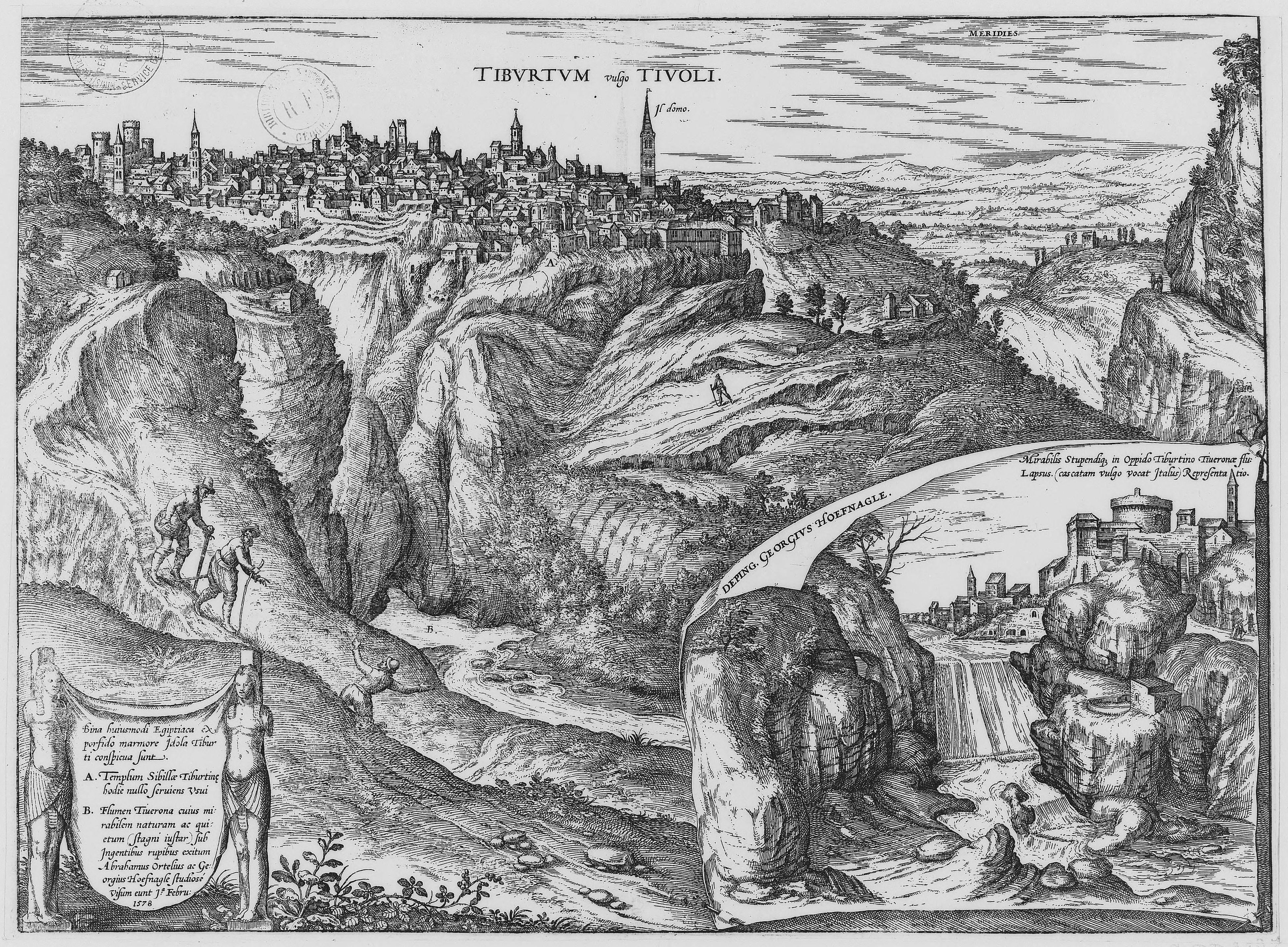
Gravure d'Abraham Ortelius et Joris Hoefnagel représentant Tivoli en 1578.

Nommé gouverneur de Tivoli par le pape Jules III, le cardinal Hippolyte d'Este fait une entrée triomphale dans la ville le 9 septembre 1550. Il fait de Tivoli, dont il apprécie le climat, son lieu de villégiature et va permettre sous son autorité à la ville de retrouver un statut, une renommée, et une prospérité importante. Il avait confié dès l'automne 1549 le soin à l'antiquaire-architecte Pirro Ligorio de commencer les travaux de terrassement de la luxueuse villa d'Este et de ses jardins ainsi que la réalisation des premières recherches archéologiques sur le site de la Villa Adriana qui conduisent de 1550 à 1555 à l'exhumation de nombreuses statues et sculptures allant décorer les palais romains et le musée du Vatican. De 1555 à 1559, le cardinal d'Este perd sa charge de gouverneur avec l'élection pontificale de son ennemi, le pape Paul IV, qui le confine sur ses terres de Lombardie et stoppe ainsi les travaux préparatifs de la villa. Ce n'est qu'en 1559, avec l'élection de Pie IV qu'Hippolyte d'Este retrouve ses fonctions à Tivoli et peut reprendre son projet en achetant de 1560 à 1565 des terrains pour réaliser le projet de Ligorio et entreprendre les gigantesques travaux hydrauliques pour les besoins en eau du jardin, puis la construction du gros-œuvre des bâtiments de 1566 à 1567. Deux siècles durant, la ville retrouve de sa splendeur avec la construction de nombreuses églises (la cathédrale San Lorenzo en 1640 et l'église del Gesù), palais (les palazzi Cenci-Alberici, Pusterla, Mancini, et Torlonia), et l'ouverture de nouvelles rues,. Cette richesse architecturale est liée également à une prospérité économique retrouvée à cette période et fondée sur l'exploitation des carrières pour les constructions de bâtiments de la Renaissance dans toute l'Italie, sur les cultures maraîchères, et l'industrie croissante du textile. En 1729, à l'occasion du passage de Montesquieu dans la ville durant sa résidence en Italie, ce dernier note dans son carnet de route Voyage de Gratz à La Haye que Tivoli est alors, du fait de son développement, peuplée de « 4 ou 5 000 âmes ».

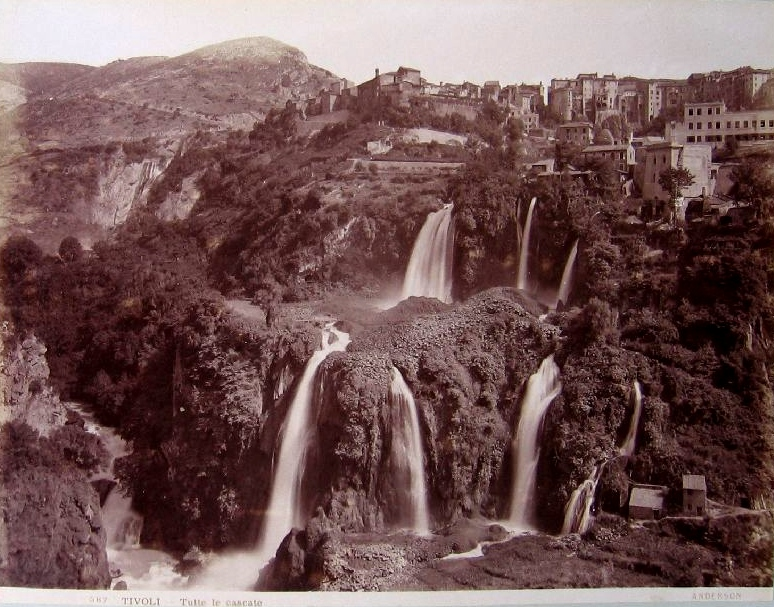
Les cascatelle de Tivoli vers 1850-1860. Photographie de James Anderson.

En 1744, Tivoli est occupée par les troupes autrichiennes. En 1800, la ville est prise par les 5 000 hommes des troupes napoléoniennes du général Moesk, lors de la deuxième campagne d'Italie. La République française crée en 1804 le département de Rome, succédant à celui du Tibre et mis sous l'autorité du préfet Camille de Tournon-Simiane, dont Tivoli constitue l'une des sous-préfectures de l'un des six arrondissements regroupant les cantons d'Anticoli, Olevano, Palestrina, Palombara, Poli, Subiaco, Tivoli, et Vicovaro. À cette époque, de nombreuses fouilles systématiques des sites antiques sont entreprises et permettent de mettre au jour de nombreux vestiges de la villa d'Hadrien. Après la chute de Napoléon Ier, la ville repasse en 1815 sous le contrôle des États pontificaux réinstaurés à la suite du congrès de Vienne. Le 27 novembre 1826, une partie de la ville (l'église Santa Lucia, le palais Boschi, dix-sept maisons et des terrains) est emportée par la chute d'une portion de la montagne minée par les crues majeures qui gonflaient l'Aniene depuis le 16 novembre. Le pape Léon XII fait entreprendre immédiatement des travaux de soubassement et de dérivation du cours de la rivière avec le percement d'un conduit. La première phase des travaux est complétée en 1828 mais ils restent insuffisants. En 9 juin 1832, le pape Grégoire XVI donne son accord à la proposition de l'architecte romain Clemente Folchi d'ouvrir un tunnel souterrain, le traforo gregoriano, long de 294 mètres sous le mont Catillo canalisant et détournant les eaux de la rivière ainsi que la construction de la villa Gregoriana alimentée par ses eaux ainsi que du pont grégorien. Le traforo est inauguré et mis en eaux en présence du pape le 7 octobre 1835, résolvant le problème millénaire des crues dans la ville et créant l'actuelle grande cascade.

### Période duRisorgimento

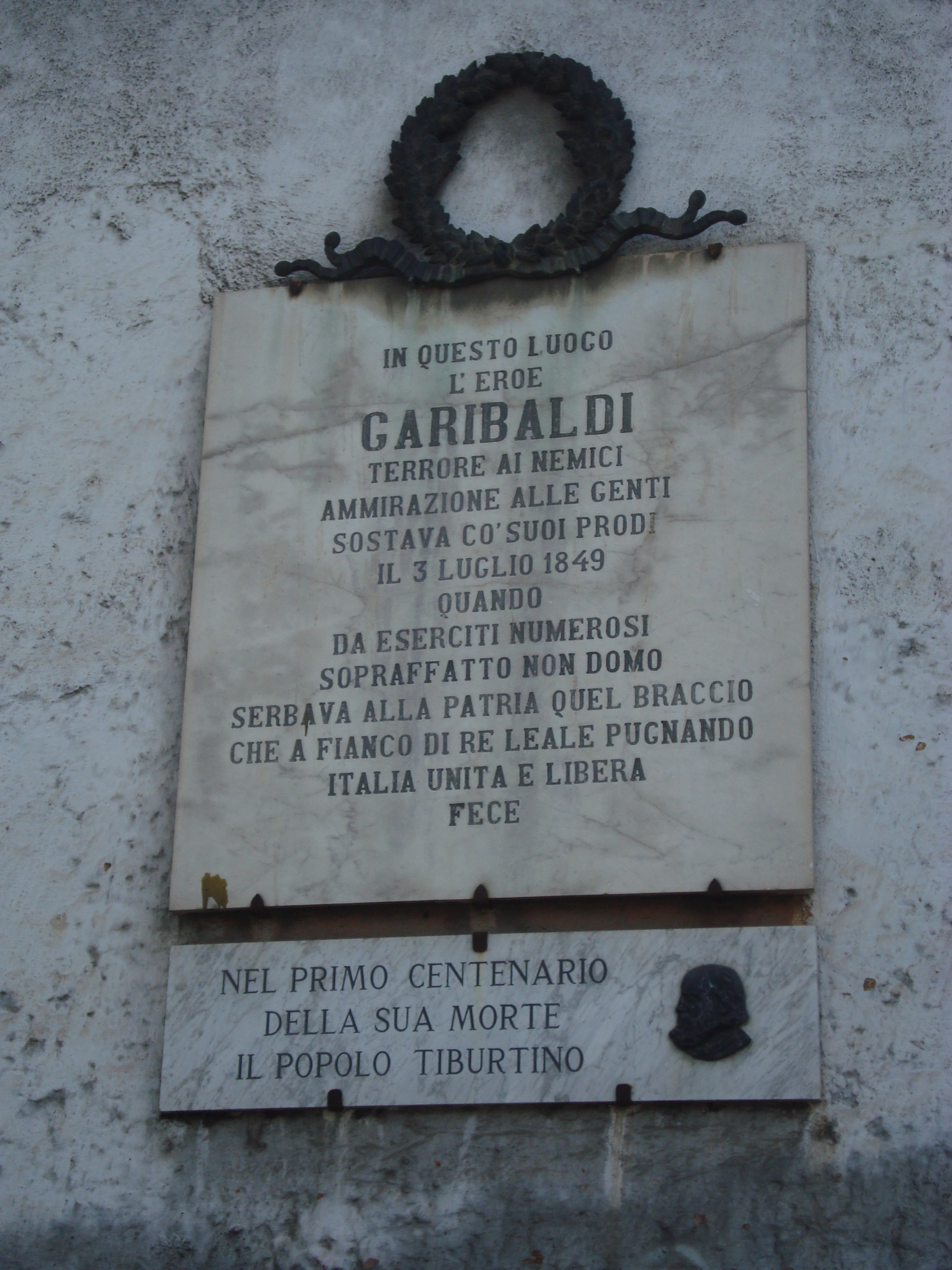
Plaque commémorative du passage de Giuseppe Garibaldi à Tivoli le 3 juillet 1849. Voir la traduction.

Durant la Première guerre d'indépendance italienne, le pape Pie IX est confronté à une insurrection en novembre 1848 et quitte Rome pour Gaeta laissant le pouvoir à une junte d'État qui fonde le 9 février 1849 la République romaine à laquelle participe le Tiburtin Luigi Coccanari comme secrétaire de l'assemblée. La Deuxième République de Napoléon III décide, à la fin du mois d'avril 1849, de l'envoi de troupes françaises commandées par le général Oudinot pour une expédition sur Rome afin de restaurer le pouvoir papal. Après la lourde défaite d'Oudinot devant Rome le 30 avril, Giuseppe Garibaldi se porte à Tivoli avec 2 000 hommes, le 5 mai, afin de marcher sur Palestrina et Velletri, mais Giuseppe Mazzini lui ordonne de cesser les hostilités et signe une trêve avec la France. Le siège de Rome débuté fin juin par Oudinot entraîne la reddition de la jeune République romaine le 1er juillet et la fuite de Garibaldi avec 4 000 de ses hommes à Tivoli, le 3 juillet, où il réquisitionne matériel et argent pour assurer sa retraite vers Terni.
Lors de la Troisième guerre d'Indépendance italienne, les volontaires des troupes de Giuseppe Garibaldi (les Chemises rouges) gagnent la bataille de Monterotondo le 26 octobre 1867 lors de la campagne de l'Agro Romano pour la libération de Rome et entrent le 3 novembre 1867 dans Tivoli avec la colonne Pianciani. Le même jour cependant, les troupes garibaldiennes perdent, contre les troupes franco-pontificales, la bataille de Mentana décisive pour le contrôle de l'Agro Romano.
Après la prise de Rome le 20 septembre 1870 et la chute des États pontificaux, un plébiscite pour l'unification en Italie est organisé dans le Latium le 2 octobre 1870. 1 624 Tiburtins réunis sur la piazza della Regina (qui deviendra dès ce jour la piazza del Pebiscito) voteront pour l'annexion de la ville au royaume d'Italie dans un scrutin censitaire marqué toutefois par une forte abstention due à l'action politique du clergé local dénonçant l'instauration du service militaire obligatoire et des augmentations d'impôts.

### Période contemporaine
À partir de 1871, la construction d'une ligne de chemin de fer reliant Rome à Pescara, en passant par Tivoli, est envisagée. Ce projet est approuvé en 1876, confié à une société belge, réalisé en seize mois avec l'inauguration de la ligne le 1er juillet 1879. La compagnie ferroviaire acquiert également les thermes de Tivoli Terme et ouvre une gare afin de développer l'activité et l'attrait de la ligne pour les Romains. En 1928 la ligne est électrifiée. Lors de la Première Guerre mondiale opposant notamment l'Italie à l'Empire austro-hongrois, la municipalité réquisitionne le 7 janvier 1916 la villa d'Este, qui est de fait possession de la couronne d'Autriche par le jeu des mariages princiers, et la transforme en caserne pour ses troupes. La villa sera dès lors propriété nationale.
Durant la période fasciste, la ville de Tivoli est influencée par la création le 15 décembre 1935 par le gouvernement Mussolini de la nouvelle ville de Guidonia près de Montecelio qui est inaugurée le 31 octobre 1937 par le Duce. D'une part, cette fondation ampute le territoire tiburtin de 18,75 km2, soit 20 % de sa surface essentiellement localisée dans la zone des carrières et des sources thermales, et de 1 055 habitants, soit 5 % sa population d'alors. D'autre part l'expansion de Guidonia entraîne un important développement d'industries locales (principalement liées à l'aéronautique qui s'implantent autour de l'aéroport militaire Alfredo Barbieri di Montecelio et du centre d'études et de recherches en aéronautique dit Direzione Superiore Studi ed Esperienze mais aussi fortement liées à la cimenterie Unicem qui ouvre un très grand centre de production pour répondre aux besoins importants des nouvelles villes créées dans le Latium) et une politique volontariste de bonification agricole de cette zone de l'Agro Romano dont les retombées bénéficient également à Tivoli tant du point de vue de l'emploi direct que de l'activité économique secondaire induite.

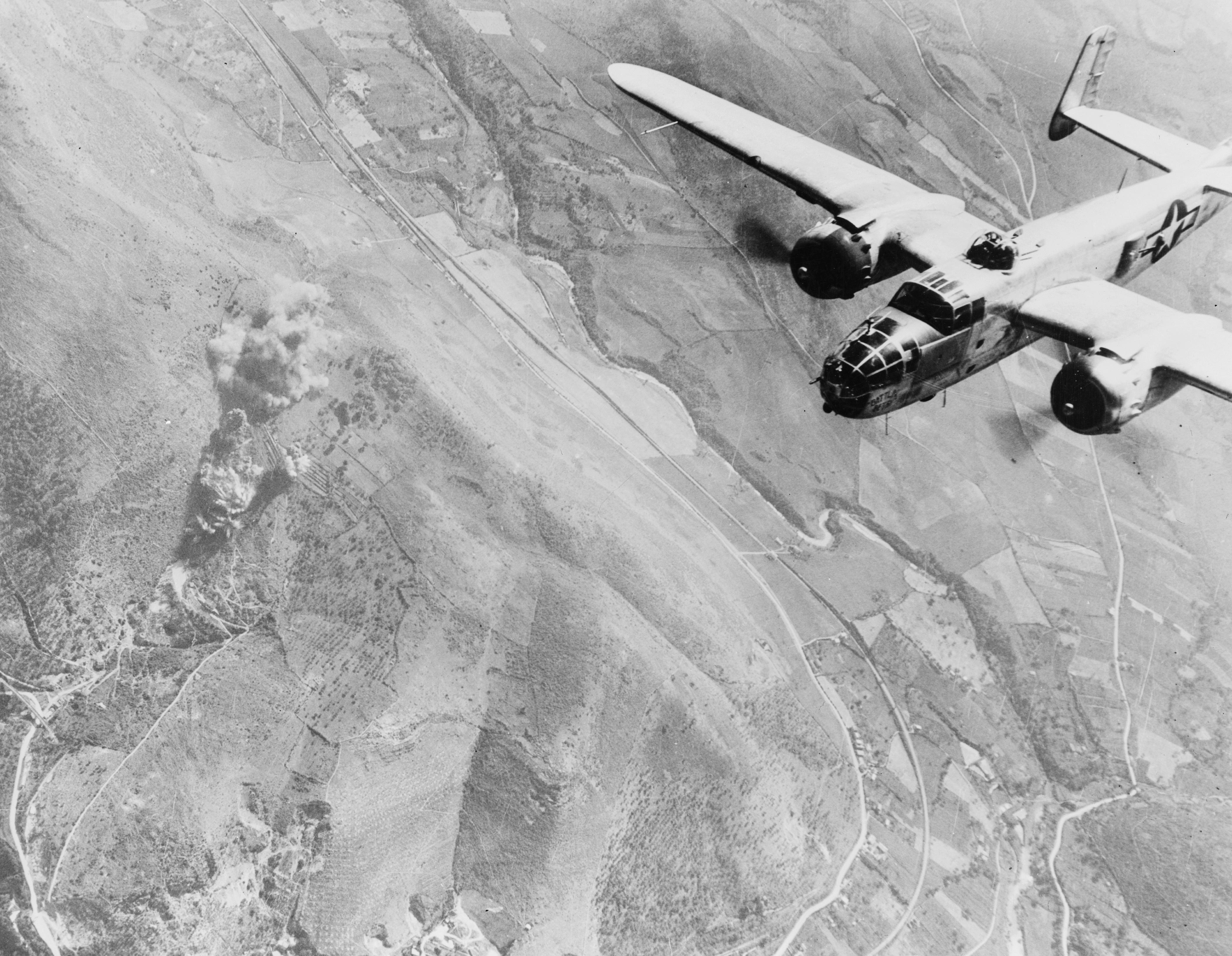
Un B-25 bombardant un entrepôt allemand à Tivoli en 1944.

Durant la Seconde Guerre mondiale, la ville de Tivoli subit des bombardements ponctuels de l'aviation alliée qui font de nombreux morts et détruisent quelques monuments, notamment lors du plus important d'entre eux qui a lieu au matin du 26 mai 1944,. Ce jour-là, pour des raisons stratégiques en partie erronées, les Alliés veulent empêcher les troupes allemandes de se réorganiser le long d'une ligne Tivoli-Frascati lors de leur retrait pendant la Campagne d'Italie en détruisant certaines infrastructures (ponts, lignes ferroviaires). Cette réorganisation, qui n'était cependant pas dans les plans de l'armée allemande, entraîne selon certains auteurs la destruction d'environ 40 % des habitations de la ville lors de bombardements qui durent jusqu'au 7 juin 1944, date de la libération Tivoli par les troupes du général Juin. Tivoli est, durant ces quelques semaines de mai et juin, une place de résistance des partisans italiens menés notamment par Ignazio Missoni du Comité de libération nationale qui accueille les troupes françaises et voit une quinzaine de ses membres fusillés par les Allemands.
Après la guerre, la ville, qui voit sa population croître très rapidement durant les Trente Glorieuses, se développe autour des moyennes et grosses industries (notamment le fabricant de pneumatiques Pirelli et le cimentier Unicem à Guidonia Montecelio), des cultures vivrières (olive et vigne), et du complexe thermal ainsi que de l'expansion économique naturelle de la ville de Rome. À la fin des années 1990, le classement des deux villas (Adriana et Este) sur la liste du patrimoine mondial de l'UNESCO ainsi que la création de la réserve naturelle du mont Catillo ont favorisé le développement du tourisme à Tivoli.

## Démographie

### Évolution démographique
Au 31 décembre 2010, la commune regroupe 56 531 habitants pour 22 687 familles sur une superficie de 68,5 km2 soit une densité de 825,3 habitants/km2. C'est la cinquième ville la plus peuplée de la province de Rome après respectivement Rome, Guidonia Montecelio, Fiumicino, et Pomezia et la huitième de la région Latium (s'intercalent Latina et Viterbo) et la 116e ville la plus peuplée d'Italie. Comme la plupart des villes d'Italie, Tivoli connaît après la Seconde Guerre mondiale les effets du baby boom qui, conjugué à l'expansion démographique de la ville de Rome, entraîne le doublement environ de sa population durant la période 1950-1980. À partir de la fin des années 1990, le vieillissement de sa population, associé à la baisse générale de la natalité en Italie, entraînent une chute transitoire de la population de la ville de 6 à 10 %, compensée la décennie suivante par l'arrivée d'une importante population émigrée (voir chapitre « Population résidente d'origine étrangère »). En 2009, la commune de Tivoli a un taux de croissance démographique de 5,25 %, ce qui la place au 15e rang des communes de la province.

### Pyramide des âges
Avec 24 983 hommes (48,2 % de la population totale) et 26 864 femmes (51,8 % de la population totale) en 2007, Tivoli est une ville très proche de la moyenne italienne avec un ratio de 0,93 homme/femme pour 0,96 pour l'ensemble du pays. Plus de 50 % de sa population vit en couple (marié ou non), avec un taux de divorce bas et similaire à la moyenne italienne. En raison de l'espérance de vie moyenne plus élevée pour les femmes (83,46 ans) que pour les hommes (77,39 ans) en Italie, le taux de veuvage est beaucoup plus important chez les premières également à Tivoli.
| Hommes | Classe d’âge | Femmes |
| ------ | ------------ | ------ |
| 1      | avant 1908   | 8      |
| 112    | 1908-1917    | 291    |
| 724    | 1918-1927    | 1 301  |
| 1 895  | 1928-1937    | 2 482  |
| 2 663  | 1938-1947    | 2 950  |
| 3 317  | 1948-1957    | 3 528  |
| 3 927  | 1958–1967    | 4 133  |
| 4 123  | 1968-1977    | 4 187  |
| 3 127  | 1978-1987    | 3 096  |
| 2 560  | 1988-1997    | 2 486  |
| 2 534  | 1998-2007    | 2 402  |

| Hommes | Classe d’âge | Femmes |
| ------ | ------------ | ------ |
| 15,2   | > 65 ans     | 13,3   |
| 68,7   | 15-64 ans    | 66,0   |
| 16,1   | 0-14 ans     | 20,6   |

| Hommes | Classe d’âge | Femmes |
| ------ | ------------ | ------ |
| 2,3    | veuf(ve)s    | 11,6   |
| 0,9    | divorcé(e)s  | 1,4    |
| 51,8   | en couple    | 49,6   |
| 45,0   | célibataires | 37,3   |

La pyramide des âges de Tivoli comparativement à la situation italienne globale situe la ville un peu en dessous de la moyenne du pays et de sa capitale Rome, avec une population légèrement plus jeune et un indice de vieillissement plus faible. En comparaison avec des villes de taille et de passé historique similaires, Tivoli confirme la relative jeunesse de sa population par rapport par exemple à Mantoue en Lombardie sans toutefois atteindre les chiffres rencontrés dans le Mezzogiorno ou en Sicile.
| Ville                     | 0-14 ans | 15-64 ans | > 65 ans | Indice de vieillesse |
| ------------------------- | -------- | --------- | -------- | -------------------- |
| Tivoli (55 560 hab.)      | 14,2     | 67,3      | 18,5     | 130,0                |
| Rome (2,5 millions hab.)  | 13,5     | 65,8      | 20,8     | 154,3                |
| Milan (3,5 millions hab.) | 12,1     | 64,2      | 23,7     | 195,8                |
| Naples (1,0 million hab.) | 16,4     | 66,6      | 17,1     | 104,2                |
| Mantoue (48 000 hab.)     | 10,9     | 62,4      | 26,8     | 246,5                |
| Agrigente (59 000 hab.)   | 15,3     | 67,6      | 17,1     | 112,2                |
| Italie                    | 13,4     | 66,2      | 20,3     | 135,9                |

### Population résidente d'origine étrangère
Depuis le milieu des années 2000, l'immigration à Tivoli est en forte augmentation principalement en provenance des pays de l'Europe de l'Est après l'élargissement de l'Union européenne. Au 1er janvier 2009 la population d'origine étrangère résidant à Tivoli est officiellement de 5 643 personnes, soit 10,1 % de la population totale, en augmentation de 22 % par rapport à l'année 2008. Les personnes originaires de la Roumanie représentent à elles seules 71,6 % du total des résidents étrangers. Parmi les pays les plus représentés se trouvent :
| Pays     | Population | Pays     | Population | Pays     | Population | Pays        | Population | Pays      | Population | Pays      | Population |
| -------- | ---------- | -------- | ---------- | -------- | ---------- | ----------- | ---------- | --------- | ---------- | --------- | ---------- |
| Roumanie | 4 040      | Moldavie | 80         | Tunisie  | 45         | Monténégro  | 31         | Allemagne | 22         | Sri Lanka | 17         |
| Pologne  | 205        | Égypte   | 75         | Pakistan | 40         | Philippines | 29         | Algérie   | 20         | Croatie   | 16         |
| Albanie  | 178        | Éthiopie | 64         | Somalie  | 32         | Équateur    | 27         | Nigeria   | 20         | Macédoine | 16         |
| Ukraine  | 90         | Maroc    | 54         | Brésil   | 32         | Bulgarie    | 26         | Cuba      | 19         | Bolivie   | 16         |
| Pérou    | 90         | Chine    | 50         | Colombie | 32         | Espagne     | 25         | France    | 17         | Inde      | 15         |

## Politique et administration
| Période                                  | Période          | Identité                                    | Étiquette                               | Qualité |
| ---------------------------------------- | ---------------- | ------------------------------------------- | --------------------------------------- | ------- |
| 1952                                     | 1954             | Olindo Galli                                | Parti communiste italien                |         |
| 1988                                     | 1992             | Piero Ambrosi                               | Démocrates de gauche                    |         |
| 1992                                     | 1993             | Ezio Fiorenzi                               | DC-PSI-PRI-PLI (alliance centre gauche) |         |
| 21 novembre 1993                         | 17 novembre 1996 | Alcibiade Boratto                           | Démocrates de gauche                    |         |
| 18 novembre 1996                         | 13 juin 1999     | Sandro Gallotti                             | Maison des libertés (droite)            |         |
| 14 juin 1999                             | 25 mai 2003      | Marco Vincenzi                              | Démocrates de gauche                    |         |
| 10 juin 2003                             | 13 avril 2008    | Marco Vincenzi                              | Démocrates de gauche                    |         |
| 15 avril 2008                            | 29 mars 2010     | Giuseppe Baisi                              | Liste civique de centre gauche          |         |
| 1er avril 2010                           | 12 avril 2013    | Sandro Gallotti                             | Le Peuple de la liberté (droite)        |         |
| 11 avril 2013                            | avril 2014       | Alessandra de Notaristefani di Vastogirardi | Commissario prefettizio                 |         |
| 9 juin 2014                              | en cours         | Giuseppe Proietti                           | Liste civique                           |         |
| Les données manquantes sont à compléter. |                  |                                             |                                         |         |

### Budget municipal, ressources, et fiscalité

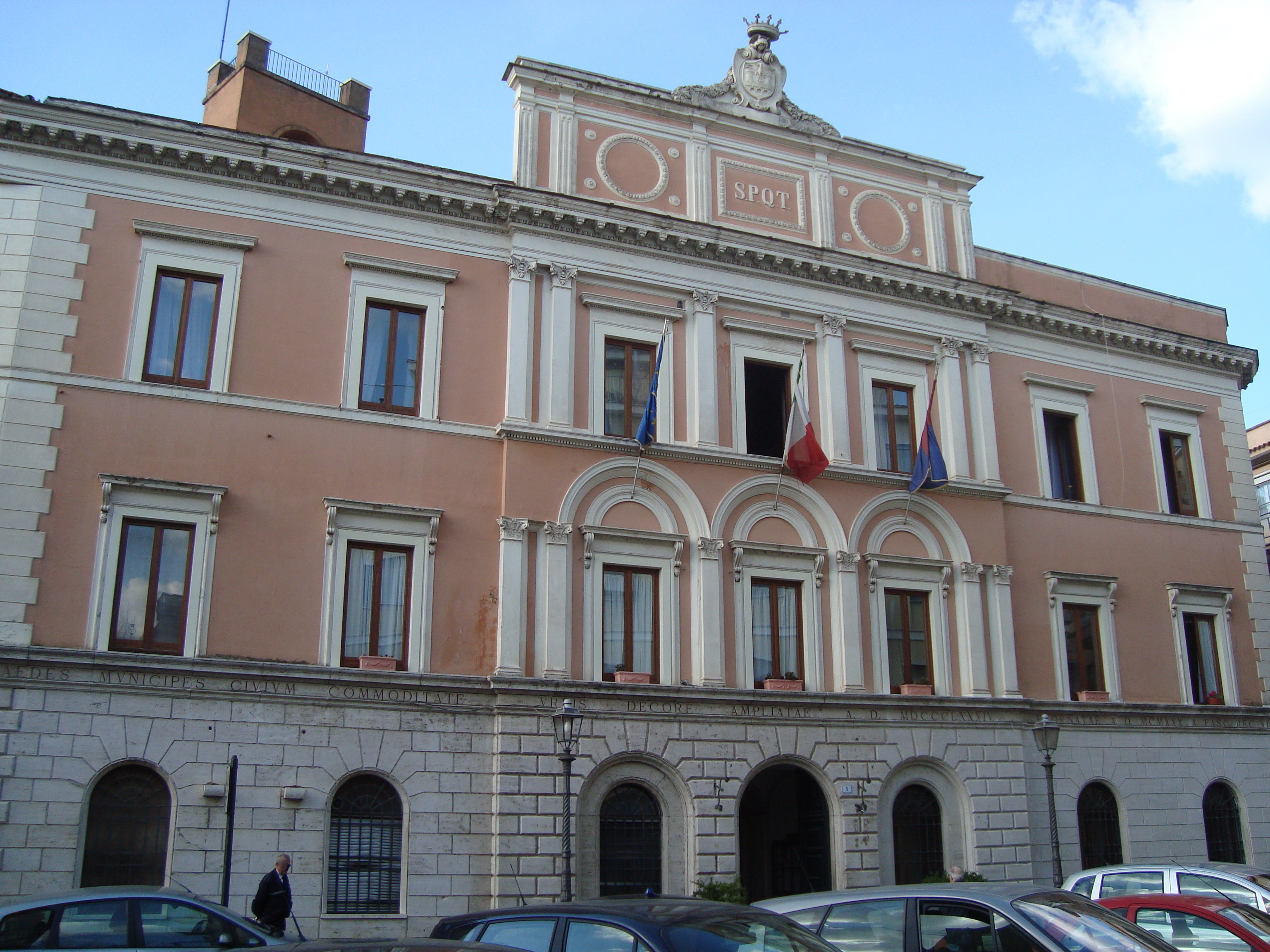
Le Palazzo San Bernardino, mairie de la ville, dont la façade actuelle date de 1884.

Les ressources totales de la municipalité de Tivoli pour l'exercice 2008 sont de 55,70 millions d'euros (M€) (118,86 M€ en 2005, 88,52 M€ en 2006, 60,35 M€ en 2007) provenant :
- pour 20,88 M€ des contributions totales de l'État italien (11,5 M€), de la région du Latium (4,8 M€), et de la province de Rome (4,5 M€) ;
- pour 12,40 M€ des recettes fiscales de la commune ;
- pour 7,39 M€ des impôts sur le revenu supplémentaire ;
- pour 6,86 M€ des cessions et transferts provenant pour un peu plus de la moitié de la région du Latium et de l'État (40,17 M€ en 2005, 41,28 M€ en 2006, 12,69 M€ en 2007) ;
- pour 2,99 M€ des commutations des prêts ;
- pour 5,15 M€ de services à des tiers.

La baisse des recettes de l'ordre de 50 % sur les trois dernières années étant uniquement due à la réduction des cessions et transferts provenant de la région du Latium et de l'État ainsi que des prêts contractés pour réaliser diverses infrastructures de la commune.
Les dépenses totales sur la même période ont représenté 59,02 M€ (120,45 M€ en 2005, 90,79 M€ en 2006, 61,59 M€ en 2007) réparties principalement :
- pour 41,37 M€ de dépenses courantes (fonctionnement, fluides...). Sur cette somme totale 33 % concernent principalement le budget de l'administration, de la gestion, et du contrôle ; 19,5 % pour le secteur social ; 17 % pour l'enseignement ; 8,3 % pour la viabilité et les transports ; 7 % pour la police municipale ; 6,6 % pour l'environnement ; 2,6 % pour la justice ; 1,9 % pour la culture ; 1,3 % pour les sports ;
- pour 6,96 M€ de dépenses en immobilisations (infrastructures et manutentions) alloués pour 56 % aux sports, 16 % à l'administration, la gestion et le contrôle, 13 % aux transports, 6 % au secteur social, 3 % à l'environnement, 2,6 % à l'enseignement, et 2,6 % à la police municipale ;
- pour 5,55 M€ de remboursement de prêts ;
- pour 5,15 M€ de services à des tiers.

Cette forte diminution des dépenses entre 2005 et 2008 étant due à la fin des travaux d'infrastructures financés majoritairement par la région et l'État durant cette période. Par ailleurs, la commune de Tivoli emploie pour l'ensemble de ses services municipaux 301 personnes à temps plein (dont 53 % de femmes).

### Justice
Tivoli est le siège de l'un des neuf tribunaux régionaux de la région du Latium et l'un des cinq tribunaux de la province de Rome. Le tribunal ordinaire central de Tivoli traite toutes les affaires civiles et pénales de sa circonscription judiciaire. Il possède également deux sièges détachés dans les villes de Palestrina et Castelnuovo di Porto.

### Héraldique
|  | - Les armes de Tivoli se blasonnent ainsi : Coupé; au 1) de gueules à l'aigle de sable, accompagnée de deux tours d'argent crénelées de cinq pièces issantes du coupé, chargées chacune d'une inscription en capitale de sable sous les créneaux, « LIBERTAS » pour celle de dextre, « NOBILITAS » pour l'autre; au 2) d'azur au pont à trois arches d'argent, celle du milieu plus haute, maçonné de sable crénelé de cinq pièces, portant les mots « TIBVR SVPERBVM » en capitale de sable, posé sur une rivière du champ mouvant de la pointe. L'écu de style anglais est surmonté de la couronne ducale. - Devise : La devise de la ville est Tibur superbum - Libertas et Nobilitas ce qui signifie « Tibur l'orgueilleuse » - « Liberté et renommée ». Elle date du temps de Virgile qui nomme la ville ainsi dans son chant Énéide écrit entre 29 et 19 av. J.-C., l'année de sa mort. Le blason de la ville est constitué de : - deux tours fortifiées figurant les tours de la Rocca Pia et/ou la tombe des Plautii près du Ponte Lucano ; - un pont les reliant, en référence au Ponte Lucano sur l'Aniene ainsi qu'aux eaux de Tivoli ; - une aigle couronnée, symbole de l'Empire romain. |

### Jumelages
- Saint-Amand-les-Eaux (France) depuis 2001 en raison du thermalisme, lien qui unit les deux villes depuis l'Antiquité romaine.
- Palmyre (Syrie) depuis 2006 en raison de Zénobie qui fut dite « reine de Palmyre » et mourut probablement à Tibur[61].
- Focșani (Roumanie) depuis le 7 octobre 2011, en raison de l'importante communauté roumaine originaire de cette ville présente depuis quelques années à Tivoli[62].
- Delphes (Grèce) depuis le 8 octobre 2011, en raison du patrimoine archéologique commun aux deux villes antiques et inscrit au patrimoine de l'humanité[63].
- Yugawara (Japon) depuis le 16 septembre 2016, en raison du thermalisme commun aux deux villes[64].

## Économie

### Présentation générale
En 2005, la population active (catégorie d'âge 15-64 ans) de la ville de Tivoli est de 69 % de la population totale sans que le taux de chômage de la commune soit connu (toutefois le taux de chômage de la région Latium au 4e trimestre de la même année était de 8,0 % et au 1er trimestre 2010 de 10,0 %). Le revenu moyen déclaré des habitants de Tivoli est de 19 169 euros en 2005 soit en dessous de celui des habitants de Rome 26 668 euros ou de la moyenne nationale qui est de 24 281 euros pour la même année. En 2009, la commune de Tivoli recense 5 113 entreprises en activité sur son territoire avec 4 382 entreprises dont le siège y est enregistré avec un taux de croissance sur l'année précédente de 1,3 %. Sur les 4 382 entreprises tiburtines, 978 (soit 22 %) d'entre elles ont un statut artisanal avec un taux d'entrepreneurialité de la population de 6,14 %. L'activité économique en nombre d'entreprises par secteur se définit comme suit :
| Secteur agricole | Secteur industriel strict | Secteur du bâtiment | Commerce et réparation | Hôtel et restaurant | Transports, stockage, communication | Services | Autres | Total |
| ---------------- | ------------------------- | ------------------- | ---------------------- | ------------------- | ----------------------------------- | -------- | ------ | ----- |
| 135              | 529                       | 781                 | 1807                   | 344                 | 208                                 | 1012     | 297    | 5113  |

### Secteur primaire

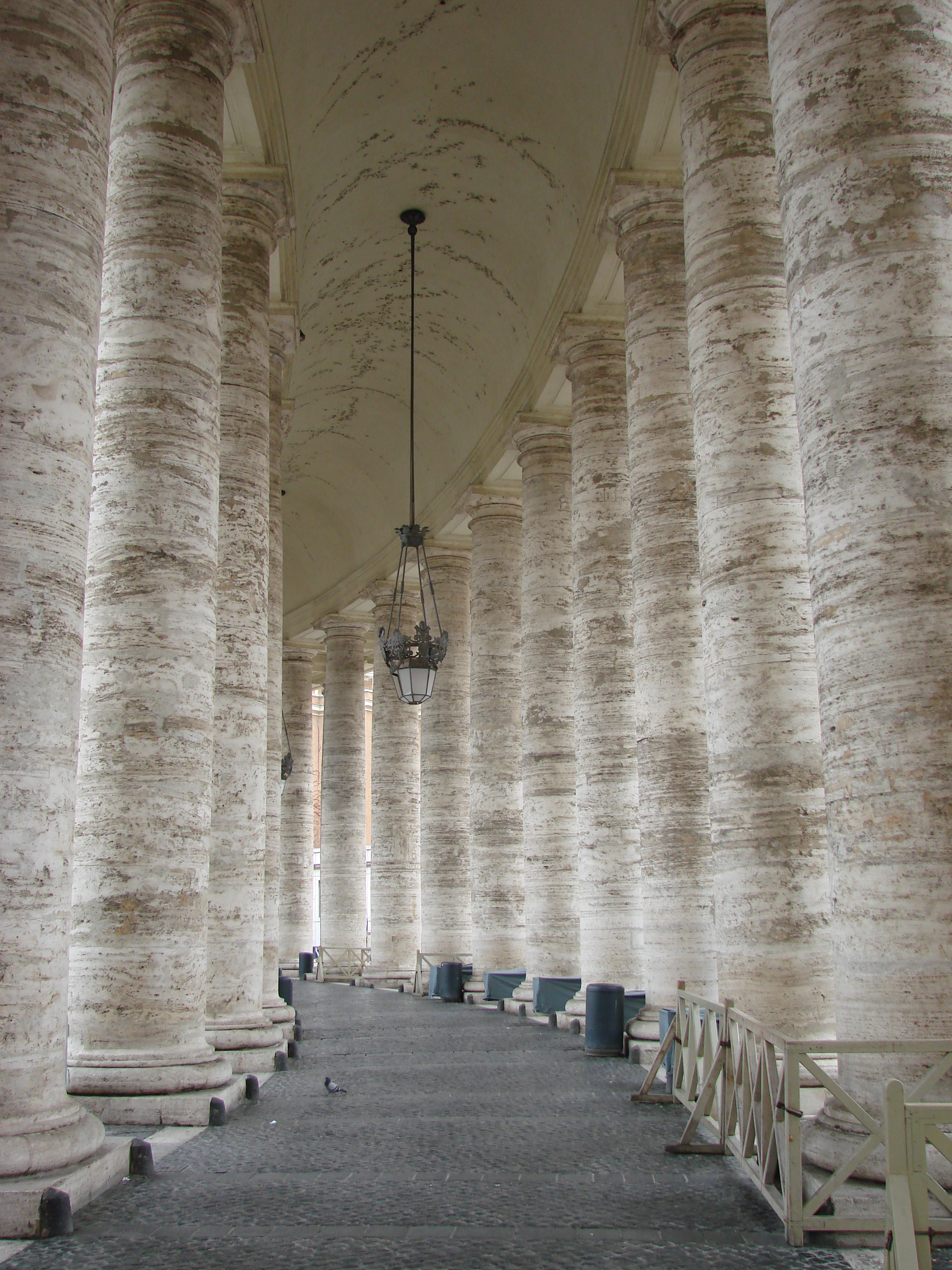
Les colonnes en travertin de Tivoli de la place Saint-Pierre du Vatican.

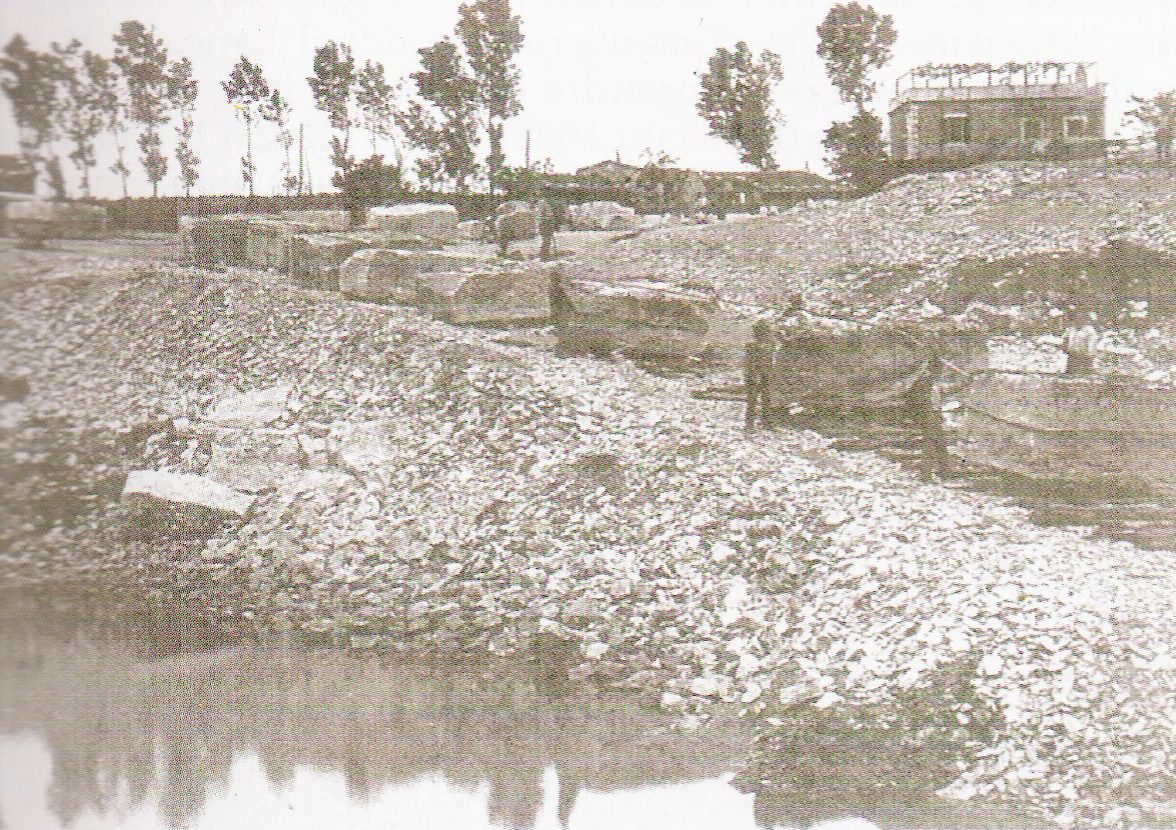
L'exploitation du travertin près de l'Aniene à Tivoli à la fin du XIXe siècle.

#### Exploitation du travertin
Le secteur primaire de Tivoli repose historiquement sur trois ressources exploitées dans la région : le travertin, les oliviers, et la vigne. Tivoli et ses environs (Campolimpido, Tivoli Terme, Villalba), entre l'Aniene et le Tibre, sont depuis l'Antiquité une importante zone d'exploitation du travertin, pierre calcaire résistante et malléable qui se forme dans le lit des rivières et des lacs, et qui servit à la fois à l'ornement des surfaces des palais romains et comme matière première à des fins de sculptures. À cette époque, il est appelé Lapis tiburtinus, soit « pierre de Tivoli », qui par corruption du nom va devenir en italien travertino. La zone de formation du travertin, qui a débuté au Pléistocène supérieur il y a 115 000 ans pour se conclure il y a 30 000 ans, s'étend sur 20 km2 et sur une épaisseur moyenne de 60 à 85 mètres. Il est extrait principalement dans les carrières de Barco et de Ponte Lucano. La plus grande période d'activité économique liée au travertin s'étend du XVIe siècle au XVIIIe siècle avec son exploitation intensive pour la construction des églises, palais, et édifices publics de la Renaissance italienne situés à Rome et dans sa région, dont les célèbres colonnes de la place Saint-Pierre au Vatican. Cette activité économique est toujours très présente de nos jours dans la zone dite du « District du travertin romain » (Distretto del Travertino Romano) de Tivoli et de Guidonia Montecelio voisine,, avec notamment l'entreprise Mariotti, qui produit depuis 1895 un travertin de très haute qualité exporté dans le monde entier pour la réalisation de projets prestigieux.

#### Culture duPizzutello

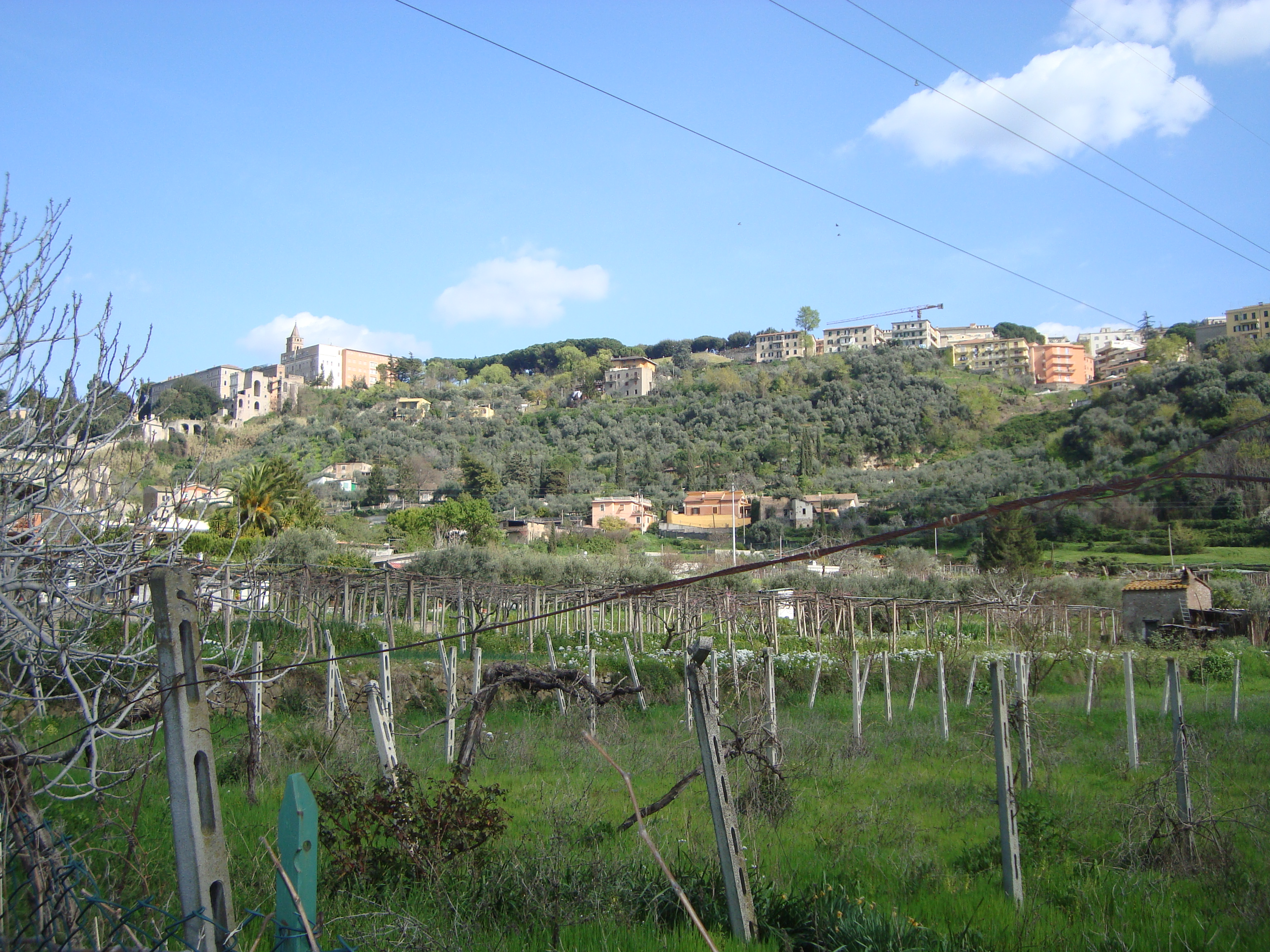
La culture du raisin pizzutello et des oliviers Rotonda di Tivoli.

La culture de la vigne est essentiellement liée au commerce du raisin de table avec l'exploitation d'une variété locale de raisin — cultivée dans le Latium dans les provinces de Rome et de Latina — appelée pizzutello ou dito di donna (pour « doigt de femme ») ou raisin en corne,. C'est un raisin blanc ou plus rarement noir (violacé clair) dont la grappe présente une forme de corne, avec des grains allongés ellipsoïdaux croquants, et particulièrement résistants au transport. Selon les historiens, cette variété remonterait soit à l'époque de Vespasien où Pline l'Ancien mentionne un type particulier de raisin en forme d'olive et appelé oleagina ou pergolese, soit à celle d'Hippolyte d'Este qui au moment de la construction de la villa aurait rapporté des pieds de vigne français à des fins initialement décoratives. De nos jours, la culture du pizzutello s'étend sur une centaine d'hectares situés au sud-ouest de la ville et adopte la technique de la pergola basse (1,5 mètre de hauteur) étagée en paliers sur les flancs de la montagne permettant la production d'environ quelques tonnes par an.

#### Culture des oliviers
Comme dans de nombreuses villes de l'Italie, la culture des oliviers pour la production d'huile d'olive est relativement importante à Tivoli et représente une grande partie de la surface des terres agricoles cultivées. Il existe de plus une variété locale d'Olea europaea sativa variété Rotonda di Tivoli dont la maturité est atteinte à partir de la mi-septembre et pesant de 2 à 4 grammes. Le décret no 178 de la Gazetta ufficiale du 2 août 2005 a institué une dénomination d'origine protégée (DOP) « Terre tiburtine » à l'huile d'olive extra vierge cultivée sur les communes du Latium de Casape, Castel Madama, Castel San Pietro (partie), Ciciliano, Cineto Romano, Licenza, Mandela, Pisoniano, Poli, Roccagiovine, Rome (zone de San Vittorino uniquement), San Gregorio da Sassola, San Polo, Sambuci, Tivoli et Vicovaro. La zone d'appellation totale recouvre 16 500 hectares dont 3 500 sont cultivés de manière effective en oléiculture pour 126 000 arbres plantés entre 90 et 500 mètres d'altitude et environ 20 000 tonnes d'huile produites annuellement soit environ 4 % de la production nationale. Les conditions de labellisation imposent des pourcentages maximums stricts de certaines variétés d'olives (Frantoio jusqu'à 30 %, Leccino jusqu'à 25 %, Rosciola dans un minimum de 5 %, Rotonda di Tivoli dans un minimum de 5 % et les 35 % restants pouvant être conjointement ou seulement des Montanese, Brocanica, Carboncella, Pendolino, Itrana) ; un rendement de production maximale de 6 500 kg/ha et 100 kg/arbre ; la pression des olives, dans les 48 heures suivant la récolte, réalisée en 50 minutes maximum à moins de 34 °C ; et un degré d'acidité finale ne dépassant pas 0,6 %.

### Secteur secondaire

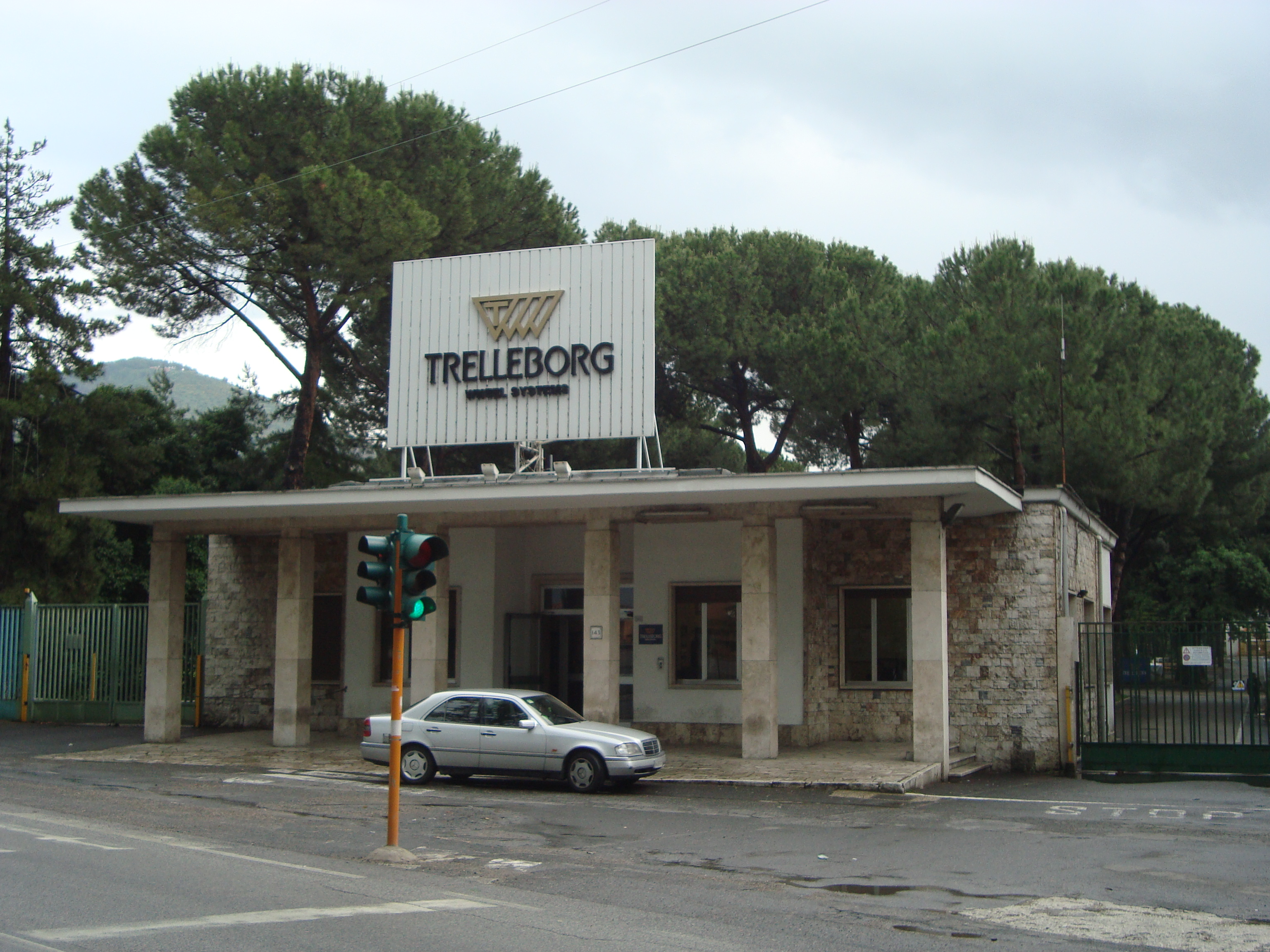
Les usines de pneumatiques Trelleborg AB.

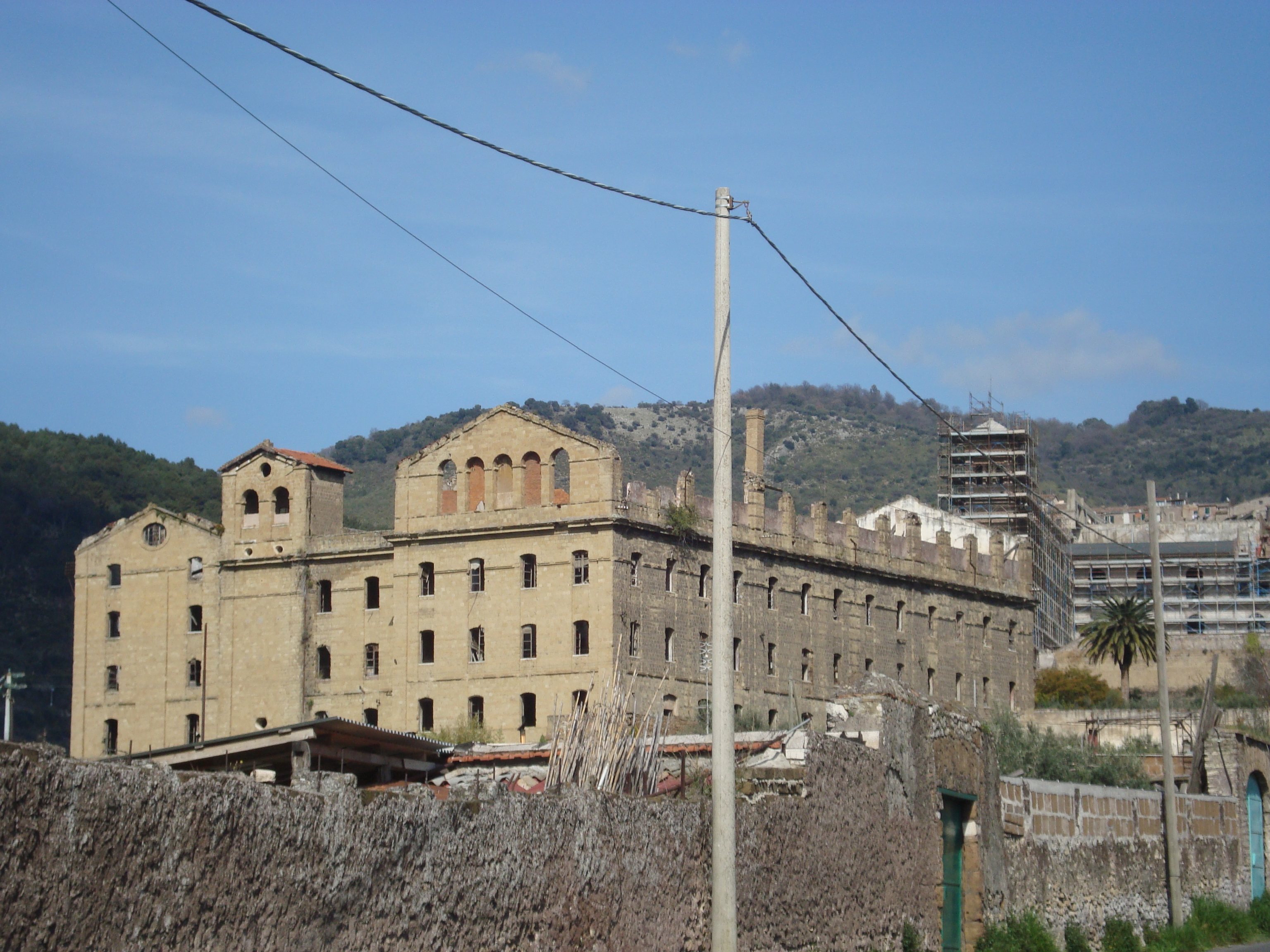
Le bâtiment « Molino Pantanella », autrefois le site d'une fabrique de pâtes, puis utilisé comme caserne de la Police italienne en Afrique (PAI).

À partir du XIXe siècle se sont développés différents types d'industries autour de la production hydraulique d'électricité. L'industrie du papier a été l'une des premières à connaître un essor avec la construction, dans la zone de Pont Lucano à partir de 1869, d'usines produisant des feuilles en papier incombustible mêlant de l'amiante. L'expansion de l'industrie du papier s'est réalisée tout au long du XXe siècle, notamment avec l'ouverture de nouvelles usines (Nuove Cartiere di Tivoli S.p.A) construites près de la via Tiburtina à Villa Adriana. Une importante fabrique de pâtes de la Società dei Molini e Pastificio Pantanella, annexe de celle de Rome, est ouverte vers 1880 à Tivoli avant d'être reconvertie durant la Première Guerre mondiale en caserne pour les troupes d'infanterie puis pour la police des colonies italiennes.
Le 4 juillet 1892 est réalisé pour la première fois au monde l'éclairage public d'une ville par courant alternatif produit à distance par la centrale d'Acquoria construite à partir de 1884. La production électrique s'intensifie, et permet d'alimenter à partir de 1892 la partie Est de la ville de Rome, dans la zone de porta Pia et du quartier de Salario, grâce à la réalisation d'une ligne électrique longue de 26 km par la société Anglo-Romana et la Ganz Company de Budapest. En 1902, la centrale est transférée plus en amont dans la vallée de l'Aniene et agrandie vers 1920. La production électrique perdure jusqu'en 1993, date à laquelle la compagnie Enel abandonne cette exploitation sur le site de Tivoli.
À partir des années 1930, la compagnie italienne de pneumatiques Pirelli s'implante à Tivoli est ouvre une importante usine de fabrication de pneus à Villa Adriana qui sera durant quatre décennies le principal employeur de la ville avec ses 700 ouvriers. Dans les années 1970, la production commence à décliner notamment en raison de problèmes d'infrastructure (réseaux routier et ferroviaire limités) et structurels (manque d'investissement, crise et coût de la production manufacturière) entraînant le rachat en 1999 de l'usine Pirelli par l'équipementier suédois Trelleborg AB qui réalise un transfert progressif de marque, redimensionne le site, et continue l'activité de production de pneus réservés aux machines agricoles.
L'économie tiburtine du secteur est aussi marquée par le grand nombre d'entreprises (978 soit 22 % du nombre total) possédant un statut artisanal. Traditionnelles en Italie, ces petites entreprises souvent familiales forment un tissu dense de petits commerces de proximité dans les domaines de l'alimentation, des réparations, de la coiffure et des salons de beauté.

### Secteur tertiaire

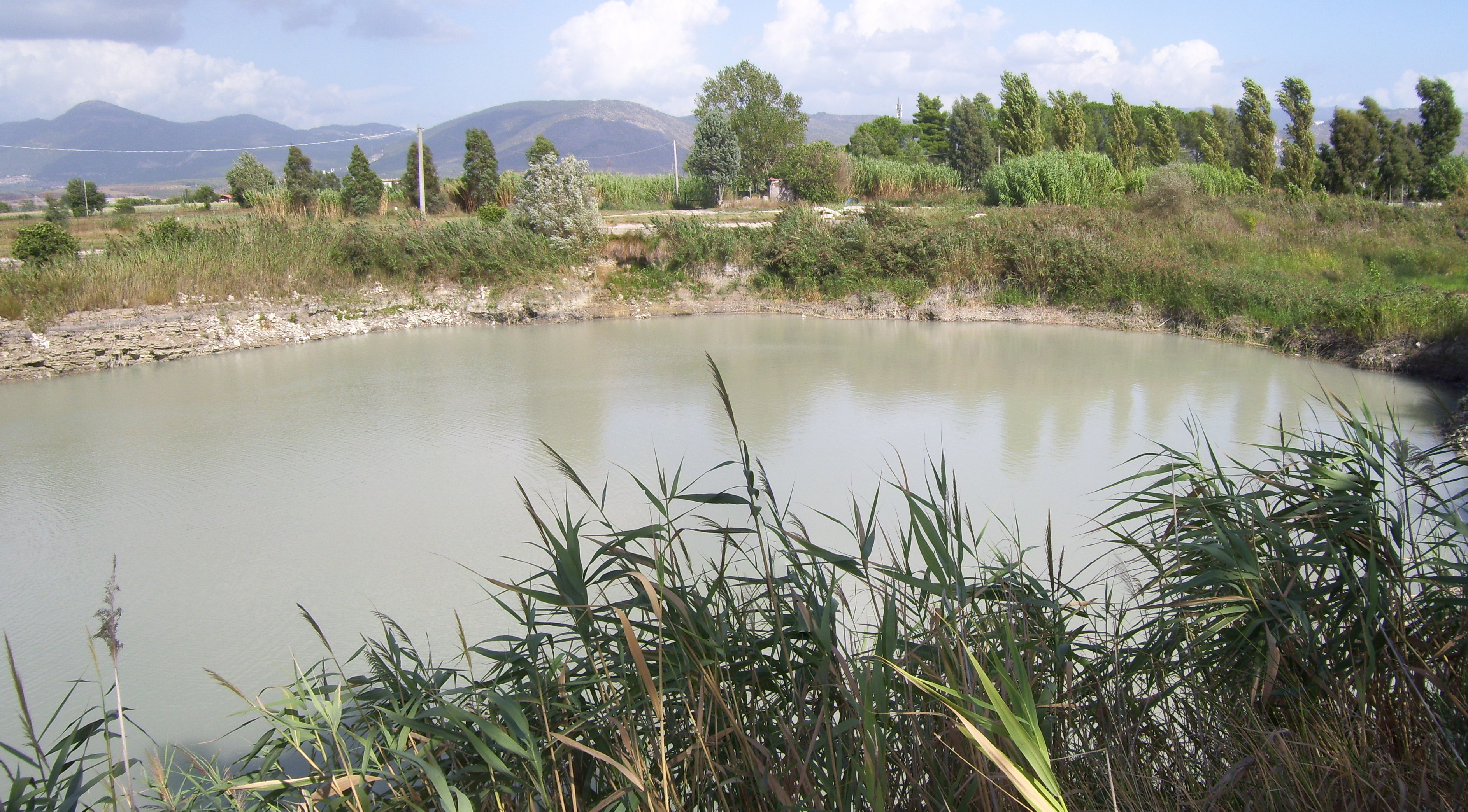
Le lago della Regina à Tivoli Terme, l'une des deux sources d'eau thermale du complexe.

#### Thermalisme
Dès l'Antiquité romaine, les « eaux blanches » (acqve albvle selon Pline l'Ancien dans son Histoire naturelle) de Tivoli sont reconnues pour leurs vertus thermales. La source des eaux riches en sulfure d'hydrogène, dioxyde de carbone, et azote dissous se situe près de deux lacs naturels de Regina et Colonnelle. Tibur devient un important lieu de cures pour les familles praticiennes de Rome mais aussi les soldats blessés des armées romaines. Cette activité perdurera durant deux millénaires mais l'essor véritable du thermalisme à une échelle industrielle date de 1879 avec l'ouverture au grand public de vastes établissements de bains et d'une gare ferroviaire spéciale par la compagnie de chemin de fer assurant la liaison de Rome à Pescara. La compagnie de train assure l'exploitation des thermes et trouve là un important facteur d'attrait pour la population et la petite bourgeoisie de Rome qui peut dès lors facilement et rapidement se rendre dans la journée à Tivoli pour suivre un programme de cure accessible à tous sans devoir y résider. L'activité thermale se développe tout au long du XXe siècle avec la création de la Società delle Acque Albule, devenue propriété de la ville de Tivoli en 1928. En 2000, avec la participation d'une chaîne hôtelière italienne, les capacités d'accueil se modernisent et se développent de façon importante. La compagnie historique des Acque Albule est alors renommée vers 2002 Le Terme di Roma - Acque Albule S.p.A.. En 2008, la municipalité de Tivoli décide de privatiser la société en cédant 60 % du capital au groupe Fincres S.p.A.
En raison de son activité thermale bimillénaire, Tivoli s'est jumelée officiellement en 2001 avec une autre ville d'eaux Saint-Amand-les-Eaux, dans la région Nord-Pas-de-Calais en France, qui elle aussi maintient une activité de thermalisme remontant aux Nerviens et aux Romains lors de la conquête des Gaules.

#### Tourisme
Le tourisme est une composante importante de l'activité du secteur tertiaire et de la renommée internationale de la ville de Tivoli. Ce secteur est essentiellement porté par l'attrait des deux principales villas tiburtines que sont la villa d'Este et la villa d'Hadrien, toutes deux gérées directement par l'État italien et son ministère de la Culture.
En moyenne, sur la période 1996-2010, la villa d'Este est de manière constante le 7e ou 8e site le plus visité de toute l'Italie et la villa d'Hadrien le 16e ou 17e site, avec une érosion ces dernières années pour les deux lieux. Les deux villas de Tivoli ont connu en l'an 2000 un pic de fréquentation jamais égalé avec plus d'un million de visiteurs au total et en 2001 un pic des recettes générées de plus de 3,3 millions d'euros. Depuis 2008, une chute brutale des entrées (-20 %) et des recettes (-25 %) est constatée sur les deux sites et peut être mise en relation avec la crise économique de 2008-2010 qui a entraîné une baisse importante des tourismes national et international dans le pays. Sur les quinze dernières années, les chiffres de fréquentation et des recettes sont :
|                 | 1996      | 1997      | 1998      | 1999      | 2000      | 2001      | 2002      | 2003      | 2004      | 2005      | 2006      | 2007      | 2008      | 2009      | 2010      | Type                    |
| --------------- | --------- | --------- | --------- | --------- | --------- | --------- | --------- | --------- | --------- | --------- | --------- | --------- | --------- | --------- | --------- | ----------------------- |
| Villa d'Este    | 543 086   | 574 881   | 557 499   | 480 811   | 682 605   | 572 887   | 501 441   | 533 730   | 504 017   | 509 844   | 541 322   | 554 320   | 513 973   | 434 206   | 442 604   | Entrées totales         |
| -               | 370 385   | 371 602   | 361 285   | 295 019   | 457 314   | 382 556   | 312 976   | 320 311   | 303 905   | 315 221   | 340 636   | 345 922   | 321 147   | 259 441   | 260 517   | Dont payantes           |
| -               | 1 530 303 | 1 535 331 | 1 492 705 | 1 171 773 | 1 807 307 | 2 210 292 | 1 932 300 | 1 987 682 | 1 903 601 | 1 981 851 | 2 136 442 | 2 163 774 | 2 037 028 | 1 614 762 | 1 624 676 | Recettes brutes (euros) |
| -               | 7e        | 9e        | 7e        | 7e        | 7e        | 8e        | 8e        | 8e        | 8e        | 8e        | 8e        | 8e        | 7e        | 10e       | 10e       | Site italien (entrées)  |
| Villa d'Hadrien | 301 130   | 315 125   | 308 529   | 289 237   | 323 231   | 324 148   | 313 977   | 322 035   | 296 458   | 293 767   | 297 144   | 294 355   | 263 683   | 236 735   | 229 885   | Entrées totales         |
| -               | 175 910   | 174 704   | 167 499   | 154 104   | 187 202   | 188 975   | 176 951   | 169 300   | 151 800   | 148 901   | 156 310   | 148 801   | 132 166   | 112 658   | 108 811   | Dont payantes           |
| -               | 726 799   | 721 816   | 692 048   | 635 884   | 737 585   | 1 106 928 | 1 087 516 | 1 042 447 | 937 846   | 924 113   | 965 502   | 921 543   | 828 581   | 692 444   | 672 136   | Recettes brutes (euros) |
| -               | 14e       | 12e       | 16e       | 17e       | 17e       | 14e       | 16e       | 14e       | 17e       | 16e       | 18e       | 17e       | 17e       | 22e       | 22e       | Site italien (entrées)  |

Pour les autres sites tiburtins concernés par le tourisme, que sont la villa Gregoriana (rouverte en 2005) et la Rocca Pia, les chiffres ne sont pas connus mais restent probablement marginaux par rapport à ceux des deux pôles majeurs d'attraction de la ville.

## Société

### Éducation
Tivoli propose une seule crèche (asilo nido) municipale accueillant 61 enfants en 2008, ainsi que trois crèches privées. La ville possède dix écoles maternelles municipales regroupant un total de 1 399 élèves en 2008 (contre 804 en 2005) ainsi que dix écoles maternelles privées. L'enseignement primaire (scuola primaria) est assuré par sept établissements publics et cinq établissements privés.
La ville compte cinq collèges (scuola media) publics et un établissement privé qui recrutent également dans les communes environnantes. L'enseignement secondaire à Tivoli est assuré principalement dans le lycée (liceo) public classique Amedeo-Di-Savoia (le plus ancien lycée de la ville fondé en 1880 et accueillant environ 600 élèves) ; le lycée public scientifique Lazzaro-Spallanzani (environ 1300 élèves) ; le lycée public linguistique Paradiso-Antonio ; l'institut public linguistique, de santé, et de socio-psychologie Isabella-d'Este (fondé en 2001) ; le lycée public technique et commercial Enrico-Fermi (environ 1000 élèves) ; l'institut public technique Alessandro-Volta (deux établissements à Tivoli et à Guidonia Montecelio) ; l'Institut des Arts de la via San Agnese ; ainsi que quelques établissements et instituts privés sous contrat avec l'État comme l'Institut Italia (classique, commercial) et l'Institut Gasparrini (technique).
L'indice de scolarité moyenne-supérieure à Tivoli est de 39,72 % contre 50,35 % à Rome par exemple. Les études supérieures en revanche doivent se mener à Rome pour les universités les plus proches.

### Santé

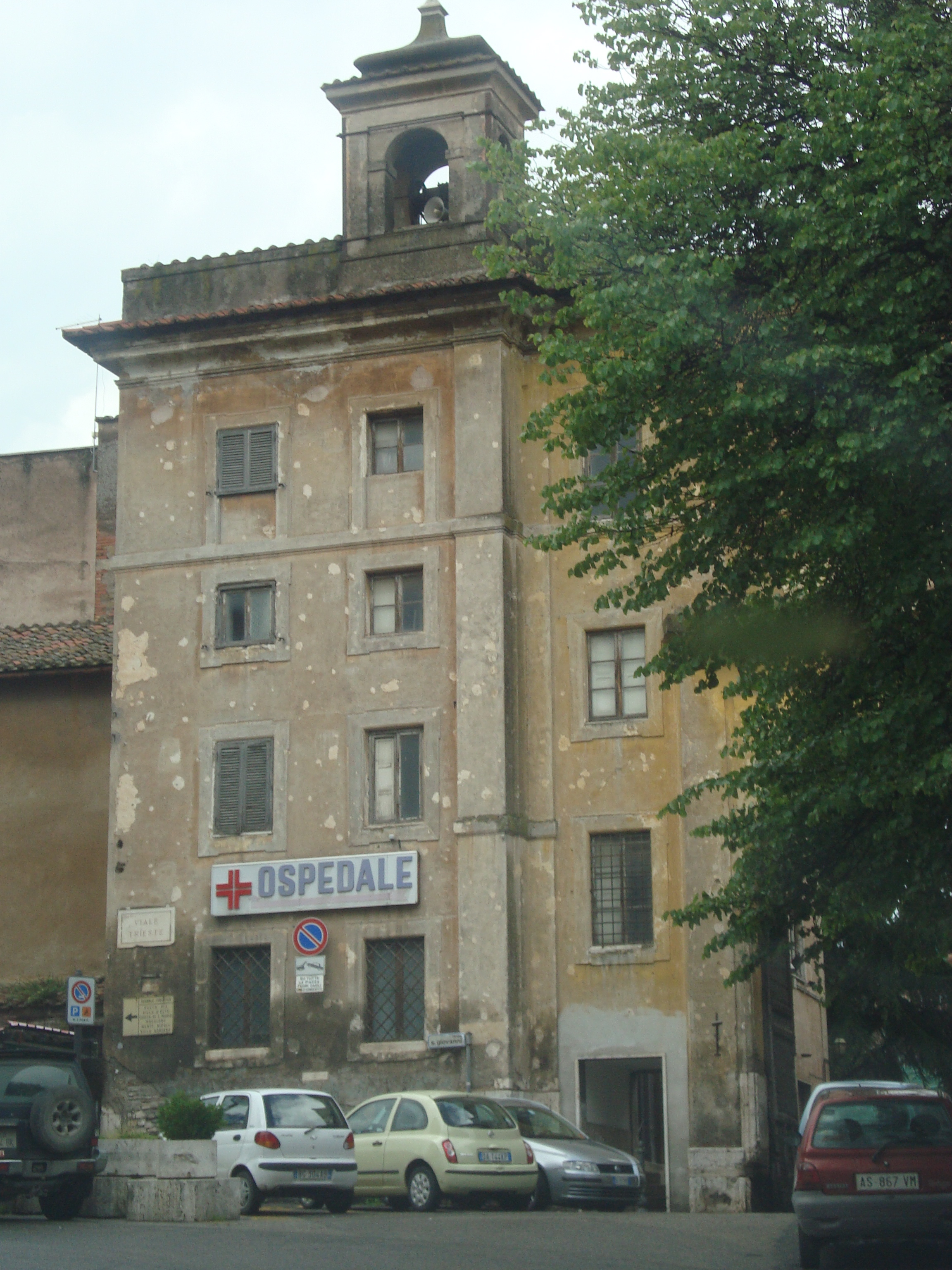
L'hôpital public San Giovanni Evangelista de Tivoli.

L'hôpital San Giovanni Evangelista de Tivoli est fondé au tout début du XVe siècle et est annexé en 1442 par la confraternité tiburtine de l'ordre de Saint-Jean de Jérusalem (dont il tient son nom) jusqu'en 1729 lorsqu'il passe sous la gestion de la confraternité des hospitaliers de Jean-de-Dieu. L'hôpital reste sous cette administration religieuse jusqu'en 1923, date à laquelle, avec l'arrivée au pouvoir de Benito Mussolini il devient étatique.
Situé sur la via Parrozzani, cet hôpital est rattaché administrativement au Service sanitaire du Latium « ASL Roma-G », devenu « ASL Roma-5 ». Il possède un service d'urgences générales et une unité d'urgences en cardiologie ainsi que tous les principaux services hospitaliers (chirurgie générale, orthopédie, obstétrique, pédiatrie, psychiatrie...) pour une capacité totale d'accueil de 209 lits, 7 900 patients soignés, 61 000 journées d'hospitalisation, et 6 300 interventions chirurgicales en 2009. L'hôpital San Giovanni Evangelista emploie un personnel médical total de 150 médecins et 350 infirmières, ce qui en fait le premier et le plus important hôpital de la zone Tivoli-Colleferro-Subiaco-Palestrina-Monterotondo-Zagarolo. Dans la nuit du 8 au 9 décembre 2023, un important incendie survenu dans les sous-sols ravage l'hôpital faisant trois morts et entraînant l'évacuation de l'ensemble des patients et du personnel,,.
Par ailleurs, la ville possède deux cliniques privées : Italian Hospital Group s.p.a. à Tivoli et Colle Cesarano sur la frazione de Villa Adriana.

### Sports

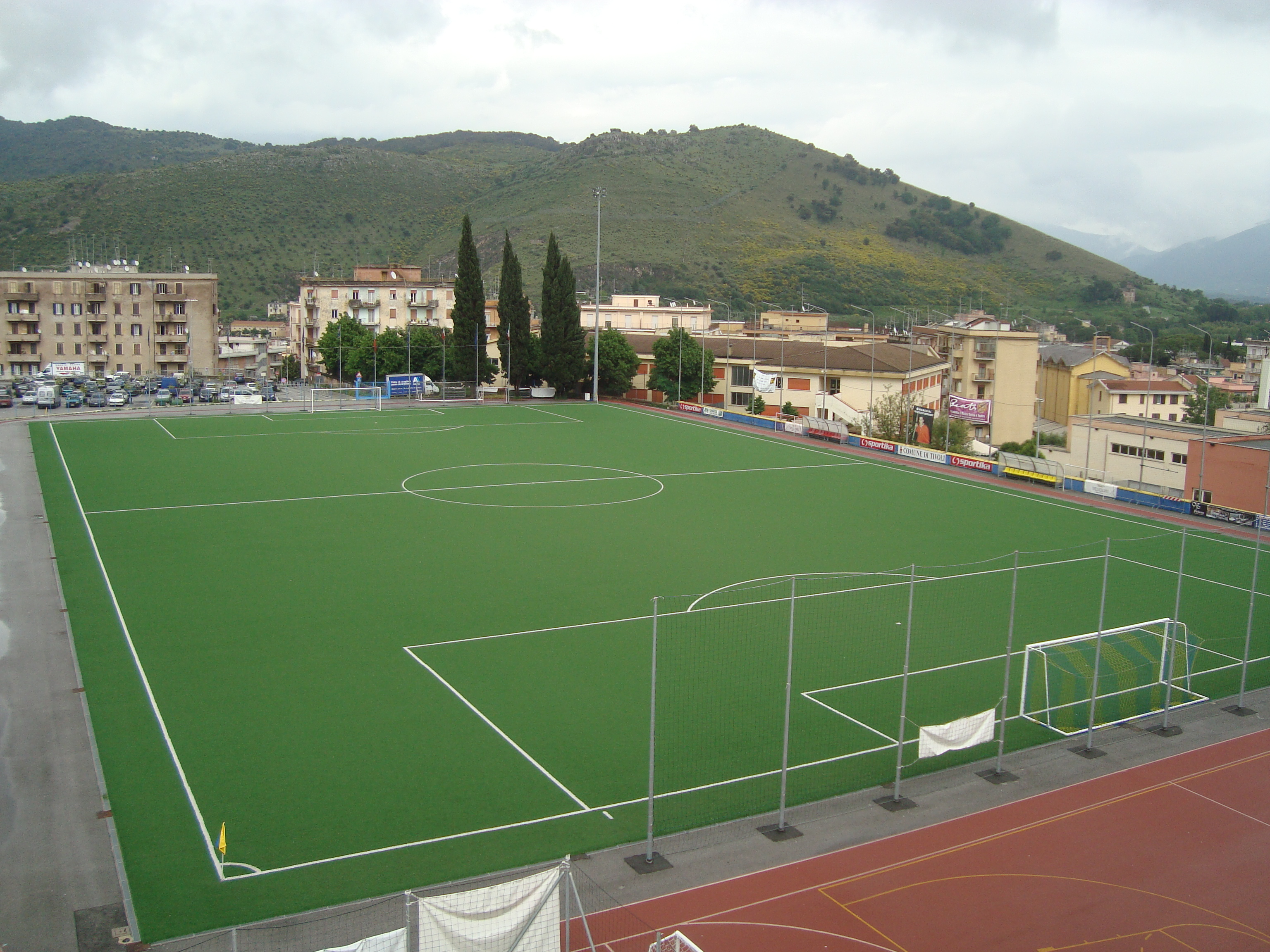
Le Campo Ripoli, stade historique du S.S. Tivoli 1919.

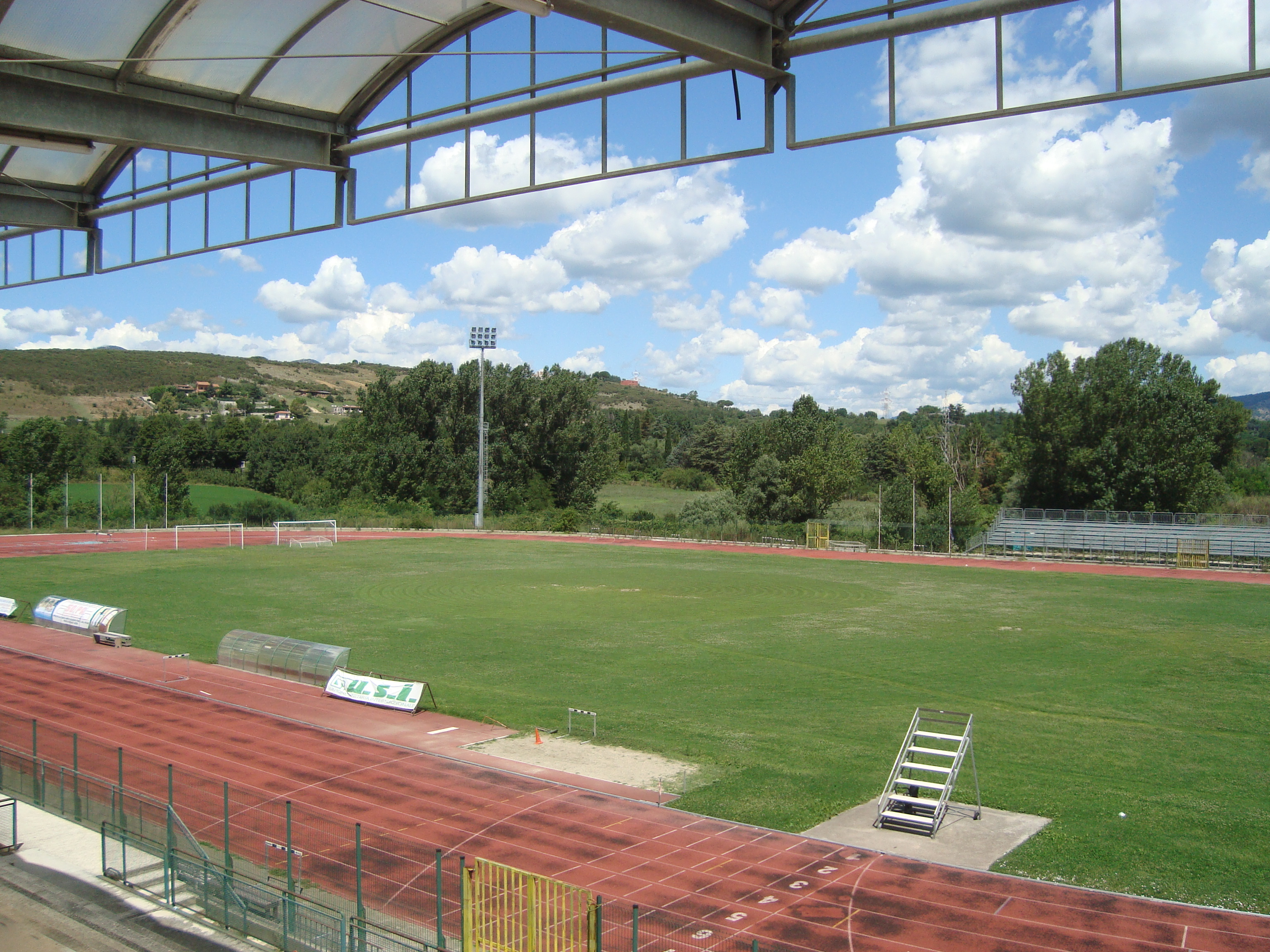
Le stade Olindo Galli à Arci, stade actuel du S.S. Tivoli 1919.

#### Football
La ville de Tivoli possède un club amateur de football le S.S. Tivoli 1919 fondé le 21 avril 1919 sous le nom de A.S. Tivoli qui évoluait historiquement au Campo Gregoriano, devenu Campo Ripoli, situé dans le centre-ville. Le club est aujourd'hui basé dans un complexe multisports situé à 3 kilomètres à l'est de Tivoli, sur la frazione d'Arci-Empolitana et évolue actuellement en Prima categoria laziale (huitième division nationale) ; les Amaranto e Blù, en référence aux couleurs du drapeau de la ville, jouant leurs matches à domicile dans le stade Olindo Galli (nom donné en hommage à l'ancien joueur tiburtin, résistant communiste, et maire de la ville après-guerre) d'une capacité de 5 000 places.
Les deux meilleures performances du club datent de la saison nationale 1921-1922 avec l'apparition de l'équipe dans le championnat du Latium de la Ligue du sud (où elle finit à l'ultime place toutefois) et surtout lors du championnat d'Italie de football 1923-1924 où l'équipe finit à la quatrième place de la même compétition de la ligue du Sud mais préfère descendre en seconde division pour l'année suivante où elle remporte cependant le titre 1926. Lors de la saison 1947-1948, l'A.S. Tivoli devient champion de Série C2 mais les promotions vers la Série B est bloquée cette année-là. Au cours de la période 2000-2002, sous la houlette des entraîneurs italiens Bruno Giordano et argentin Juan Carlos Morrone, le S.S. Tivoli 1919 remonte lors des deux saisons 2002-2004 en Série C2, la troisième division nationale, sans toutefois parvenir à s'y maintenir par la suite. Un tableau récapitulatif retrace les résultats des principales saisons du club :
| Série   | Participations | Début     | Dernière saison |
| ------- | -------------- | --------- | --------------- |
| Série A | 2              | 1921-1922 | 1923-1924       |
| Série B | 5              | 1920-1921 | 1926-1927       |
| Série C | 7              | 1945-1946 | 2003-2004       |
| D       | 21             | 1950-1951 | 2006-2007       |

La frazione de villa Adriana possède également son propre club, le Villa Adriana Sporting évoluant dans une basse division de la promotion régionale du Latium. La rivalité entre les deux clubs tiburtins est forte.

#### Autres sports

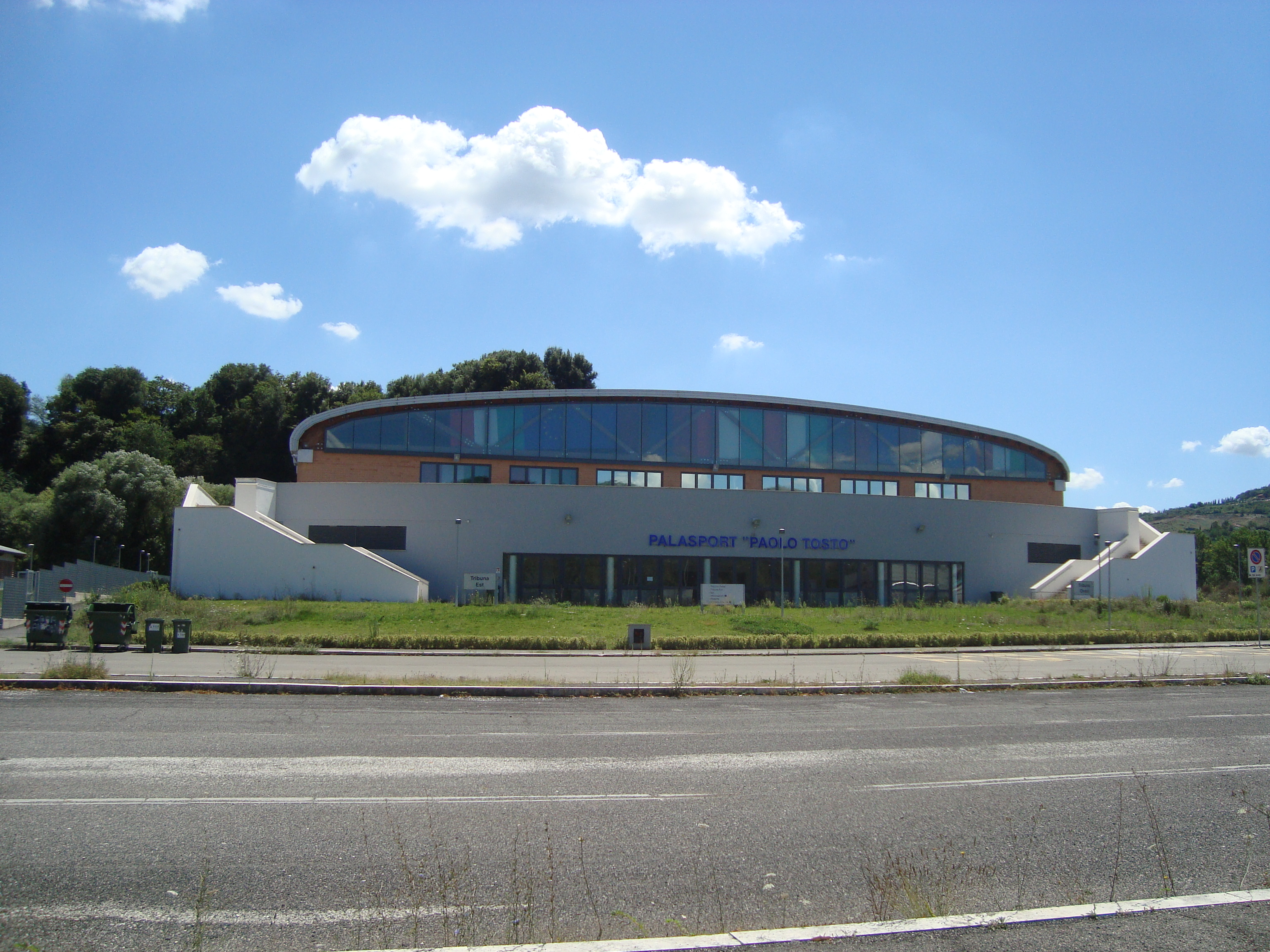
Le palais omnisports Paolo Tosto à Arci.

Bien que le football soit le sport principal de la ville comme cela est le cas le plus fréquent en Italie, Tivoli possède également un club amateur de rugby à XV, le S.S. Tivoli Rugby s'entraînant au complexe Rocca Bruna, fondé en 2004 et qui évolue pour sa première équipe en championnat régional de série C (troisième division italienne) où son meilleur résultat en fin de saison fut une seconde place de la série.
Tivoli possède aussi une salle omnisports nommée Palativoli ou Paolo Tosto d'une capacité maximum de 1 500 places. Depuis juillet 2009, une nouvelle piscine couverte municipale de deux bassins (l'un de 25 × 18,5 mètres et l'autre de 18,5 × 8,5 mètres) est intégrée au complexe sportif d'Arci et fut réalisée dans le cadre des Championnats du monde de natation 2009 organisés par la ville de Rome.
La ville possède un club de course à pied, le Tivoli Marathon, fondé en 2005 et comprenant environ 70 membres. Par ailleurs, l'athlète italienne Libania Grenot, spécialiste du 400 mètres et détentrice du record national sur cette distance, s'entraîne quotidiennement depuis plusieurs années à Tivoli au stade Olindo Galli bien que vivant à Rome à Casal Palocco. Enfin, un petit groupe d'alpinistes dont certains membres, conduits par le tiburtin Cesare Giuliani instructeur au Club alpin italien, ont réussi le 12 septembre 2008 la conquête d'un sommet jamais gravi à environ 6 000 mètres d'altitude dans la partie indienne de l'Himalaya qu'il baptisèrent Tivoli Peak, en l'honneur de leur ville d'origine, par l'ouverture d'une nouvelle voie,.
Tivoli fut quatre fois choisie comme ville étape du Tour d'Italie accueillant à deux reprises l'arrivée (Giro 1975 et Giro 2008) et deux autres fois le départ (Giro 2002 et Giro 2007).

## Culture et patrimoine

### Culture tiburtine

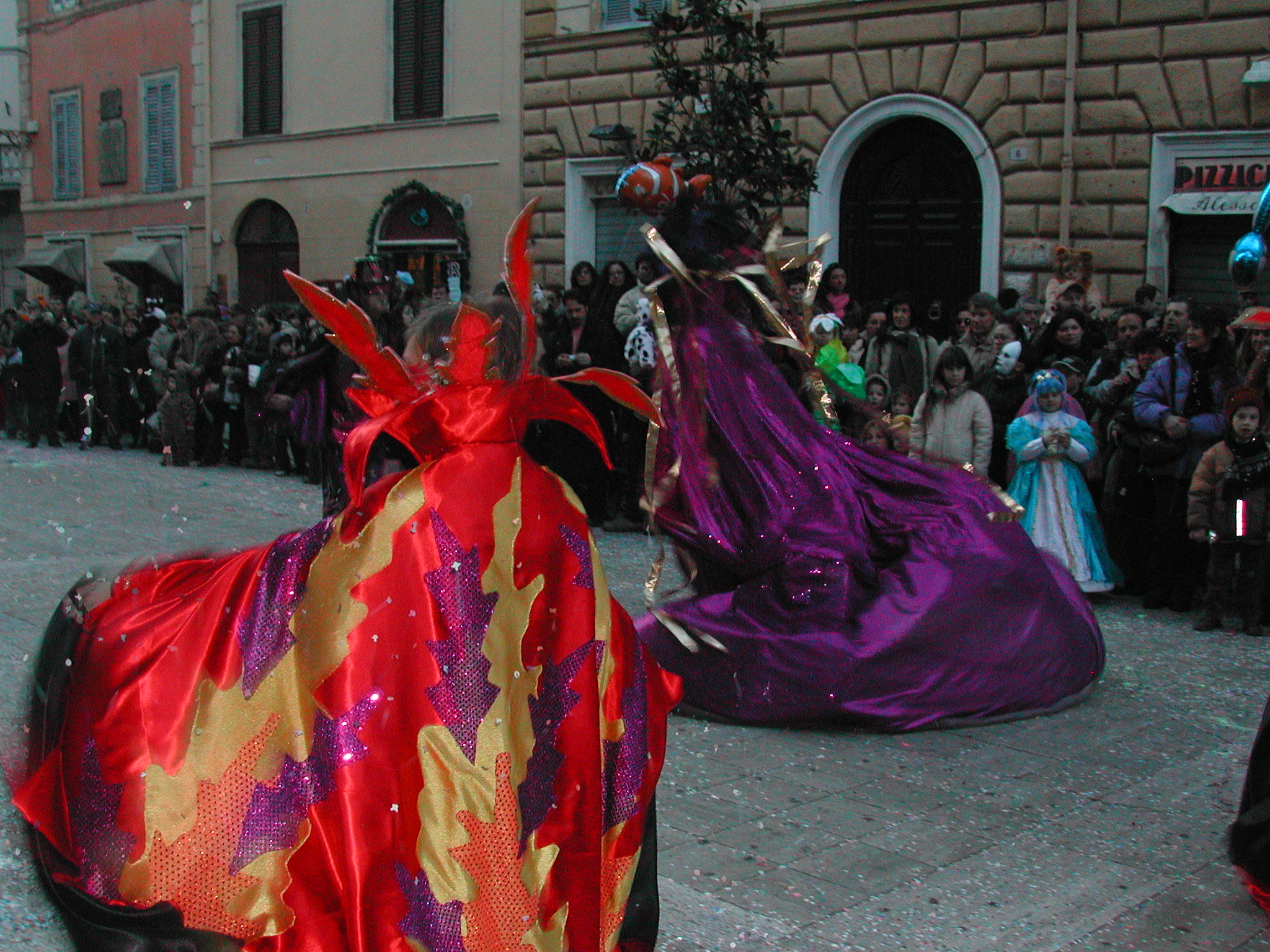
Le carnaval (2005) de Tivoli.

Le langage est un élément essentiel d'une culture commune et spécifique. Il existe un dialecte italien particulier utilisé par les habitants de Tivoli et de la région environnante des monts Sabins qui s'appelle le tiburtino. Ce dialecte est différent du romanesco utilisé à Rome pourtant distante de 30 km seulement. Une littérature, principalement de nature poétique et théâtrale, est publiée par des éditeurs indépendants ou municipaux tiburtins. Plus récemment, Franco Sciarretta a fait paraître des essais linguistiques et historiques sur le dialecte tiburtin ainsi qu'un important dictionnaire normatif.
La gastronomie traditionnelle de Tivoli et de sa région est également plus proche des spécialités culinaires qui se trouvent dans les régions de moyenne montagne en direction des Abruzzes que de la cuisine romaine. Parmi les plats traditionnels se trouvent la soupe de haricots secs, le frascarelli qui est une espèce de polenta typique de Tivoli à base de farine de blé ou bien la polenta a ponteca accompagnée de saucisses de la région de Ciciliano, les pâtes aux œufs le plus souvent larges du type des tagliatelles, pappardelles, tagliolini, préparées en général al sugo ou al ragù ou bien les cannelloni et lasagnes. La charcuterie est également bien présente notamment avec la lonza ou la porchetta, spécialité de la ville voisine d'Ariccia. La viande d'agneau ou de bœuf est préparée simplement au feu de cheminée accompagnée d'artichauts de Tivoli ou de fèves au pécorino. La coratella d'agneau est une spécialité romaine également faite à Tivoli. En dessert, le pancialle est une pâtisserie tiburtine dense à base de miel, noisettes, noix amandes, fruits confits, et chocolat, typique de Noël et la pizza Giulia est traditionnelle de la période de Pâques. Le pizzutello, variété de raisin produit localement dans la région de Tivoli est consommé à partir de septembre.
Par ailleurs, la ville, plus ancienne que Rome, possède une riche tradition festive et culturelle. Tout au long de l'année se déroulent de nombreuses manifestations populaires traditionnelles comme le Carnaval de Tivoli organisé du 17 janvier à Mardi gras dont les origines remontent au XVIe siècle avec l'expansion de la ville sous l'influence du cardinal Hippolyte d'Este ; la fête de San Giuseppe Artigiano le 19 mars datant de 1895, dédiée à saint Joseph l'artisan, et apparentée aux comices agricoles ; le palio de Madama Margarita à Castel Madama auquel est associé également Tivoli la deuxième semaine de juillet ; la fête de San Lorenzo, le saint-patron de la ville, célébrée le 10 août ; et surtout l'Inchinata du 14 et 15 août, une importante fête religieuse avec procession, célébrant selon la tradition populaire un discours entre les icônes de la Vierge et de son fils, et remontant au Moyen Âge avec une première mention datant de 1305 ; la Sagra del pizzutello (la fête du raisin) fondée le 2 octobre 1845 lors de la visite du pape Grégoire XVI et organisée officiellement tous les seconds dimanches de septembre depuis 1933 ; ainsi que diverses processions liées aux fêtes religieuses annuelles.

### Les trois villas tiburtines
La ville de Tivoli est particulièrement célèbre pour ses trois importantes villas construites au cours des siècles, dont deux sont classées au patrimoine mondial de l'UNESCO. Les trois villas (ainsi que le temple d'Hercule vainqueur) dépendent de l'État italien et sont depuis 2009 intégrées au sein du « pôle culturel tiburtin » gérant la conservation et valorisation des sites, des activités culturelles, et des projets de restauration.
La plus ancienne est l'antique villa romaine construite sur cent vingt hectares dans la plaine aux pieds de la ville pour l'empereur Hadrien (76-138) qui organisa et suivit de près l'évolution des travaux des différentes parties, s'inspirant des architectures grecque et égyptienne qu'il avait découvertes et appréciées lors de ses voyages et conquêtes. Appelée villa Adriana, elle fut construite de 118 à 134 pour initialement servir de lieu de villégiature à l'empereur afin d'échapper aux chaleurs estivales de Rome avant que celui-ci, voulant fuir les intrigues de la colline palatine, vienne s'y installer quasiment tout au long de l'année notamment après la mort d'Antinoüs en 130. Elle est classée au patrimoine de l'UNESCO depuis 1999 sur trois critères culturels :

« [car] reprodui[sant] les meilleurs éléments des cultures matérielles d'Égypte, de Grèce et de Rome sous la forme d'une « cité idéale »

De 2007 à 2012, la villa accueillait un important festival international artistique annuel (le « Festivale internazionale di Villa Adriana ») consacré à la danse, au théâtre et à la musique qui a été interrompu en raison de coupes budgétaires ministérielles et régionales à la suite de la crise de la dette dans la zone euro.
À partir de 1550, fut bâtie par le cardinal Hippolyte d'Este, fils de Lucrèce Borgia et d'Alfonse Ier d'Este et nouveau gouverneur de la ville de Tivoli depuis le 9 septembre 1550, la villa d'Este qui est vue comme l'un des plus beaux exemples de jardins italiens et de jardins de la Renaissance. Selon l'historien américain David Coffin, et comme cela est admis par la plupart des experts, les plans de la villa, dessinés sur ceux du castrum romain, sont l'œuvre de l'architecte Pirro Ligorio et la réalisation des travaux a été conduite par l'architecte de Ferrare Giovanni Alberto Galvani principalement de 1565 à la mort d'Hippolyte d'Este en 1572 dans le but de « l'exaltation de l'axe visuel mettant en valeur l'édifice placé au sommet ». La villa d'Este entre au patrimoine de l'UNESCO en 2001 sur cinq critères culturels :

« comme l'un des témoignages les plus remarquables et complets de la culture de la Renaissance dans ce qu'elle a de plus raffiné »

Au XIXe siècle, le pape Grégoire XVI établit un ensemble de jardins romantiques mêlant ruines, grottes naturelles et cascades, qui deviendront la villa Gregoriana. L'attraction principale de la villa est la grande cascade possédant un saut de plus de cent mètres de hauteur au débouché du traforo gregoriano, tunnel percé dans les grottes voisines de l'Aniene à des fins de déviation et de canalisation de ses eaux. De nombreux peintres, classiques tels Nicolas Poussin, Claude Lorrain, puis romantiques comme Corot et Turner, mais aussi de photographes comme James Anderson, furent inspirés par cette combinaison de dénivelés abrupts, ruines, et cascades.
En raison de la renommée de ces trois villas, la ville a donné son nom aux jardins de Tivoli à Paris en France (fin du XVIIIe et début du XIXe siècle), puis aux jardins de Tivoli (1843) à Copenhague au Danemark.

### Autres monuments
- Le sanctuaire d'Hercule vainqueur, datant du IIe siècle av. J.-C. et du Ier siècle av. J.-C., est situé au sud de Tivoli près de la via Tiburtina à 300 mètres des murs d'enceinte de la ville[128]. Dédié au culte d'Hercule, ses dimensions imposantes pour l'époque (152 mètres par 119 mètres) nécessitèrent la construction de soubassements importants à flanc de montagne[13]. Le sanctuaire accueillait également un théâtre et sa proximité avec la via Tiburtina en faisait aussi un lieu de commerce et de contrôle du passage des biens et denrées[128]. Depuis 2007, le site est l'objet d'importantes fouilles archéologiques et en pleine restructuration.
- Le temple de la Sibylle et le temple de Vesta sont deux temples antiques, datant respectivement du IIe siècle av. J.-C. et Ier siècle av. J.-C., qui dominent la vallée. Le temple de la Sibylle est un quadrilatère d'ordre ionique avec des demi-colonnes latérales et un sol de travertin. Le temple de la Vesta est une rotonde constituée initialement de 18 colonnes d'ordre corinthien avec un péristyle recouvert d'un toit en travertin[note 10]. Ces deux structures ont été conservées notamment en raison de leur transformation en églises durant le haut Moyen Âge[13] lors du passage du culte païen au christianisme. Le temple de Vesta s'est vu ajouter à cette fin une petite abside qui n'est pas d'origine antique.
- Le temple de la Toux (Tempio della Tosse) datant de la première moitié du IVe siècle[13] de forme circulaire et couvert d'une coupole.
- L'amphithéâtre romain ou de Bleso a été redécouvert en 1948 à l'occasion de grands travaux au pied de la Rocca Pia. Il date du milieu du IIe siècle et fut démoli au XVe siècle lors de la construction de la forteresse afin de renforcer la défense du lieu. De forme elliptique, il fait 90x50 m et possède une arène d'axes de 60 × 40 m destinée aux jeux et combats de gladiateurs. Les gradins culminaient à une hauteur de 12 m[129]. Après sa destruction, il fut transformé en parc de chasse, puis en jardins.
- La tour de garde de l'ancienne citadelle et le Pont San Martino qui contrôlait un accès à la ville.
- Le pont Lucano franchissant l'Aniene et la tombe des Plauzi datant tous les deux du Ier siècle av. J.-C., situés le long de la via Tiburtina et placés depuis 2010 sur le projet du Fonds mondial pour les monuments menacés[130],[131].
- Les portes Esquilina et Maggiore constituant les deux portes antiques[13] de la cité à l'époque pré-romaine ouvertes dans les murs d'enceinte du IVe siècle av. J.-C. ainsi que l'Arc de San Sinforosa qui donnait accès au forum antique[13].
- La Rocca Pia construite par le pape Pie II en 1461 afin d'assurer la fidélité de la ville au pouvoir papal. Cette citadelle est construite au sommet d'une colline au centre de la ville sur l'emplacement de l'amphithéâtre romain dont les pierres ont servi à l'édification de la forteresse[13]. Celle-ci a une structure carrée avec quatre tours circulaires dont les deux plus petites sont édifiées par le pape Sixte IV ou Alexandre VI. En 1870, la Rocca Pia est transformée entièrement en prison et le restera jusqu'à la deuxième moitié du XXe siècle. Actuellement, le bâtiment n'a plus de fonction précise[132].

- La piazza del Comune est construite sur les restes du tout premier mur d'enceinte de la ville datant du IVe siècle av. J.-C. Utilisé comme poste de garde au Moyen Âge, le nouveau palais municipal (palazzo San Bernardino) est reconstruit en 1587 mais sa façade actuelle date de 1884[13]. Le palais est le siège de la mairie et héberge également un retable de Sano di Pietro (1406-1481) représentant San Bernardino[132].
- La Casa gotica (maison gothique) de la via Campitelli avec son escalier externe à arche datant de la fin du XIIe siècle et du XIIIe siècle qui subit plusieurs transformations durant le Moyen Âge[133]. Il existe cependant des maisons plus anciennes dans la partie basse de la via del Colle[132].
- Le pont grégorien est composé d'un arc unique de 20 m sur l'Aniene. Décidé en 1826 après un énième débordement de la rivière, il est inauguré le 24 mai 1835 par le pape Grégoire XVI qui l'ordonna. En 1944, les troupes allemandes en déroute le détruisent mais sa reconstruction sera immédiatement réalisée[132].
- La fontaine Boccaccinius construite en travertin en 1818 pour l'usage de la population.
- Le Teatro Giuseppetti, construit en 1929, est le théâtre et cinéma de la ville. Avec ses deux salles (Adriana et Vesta) d'une capacité totale de 510 places, le théâtre est un espace à vocations multiples, principalement utilisé pour des spectacles et la projection de films ainsi que comme salle de conférences.
- La villa Braschi et ses jardins.
- L'arc de la Vierge de Quintiliolo construit initialement en ciment en 1921 et refait à l'identique en travertin en 1955 célèbre le passage d'une icône vénérée en procession depuis le XVIIe siècle[134].
- L'arc de bronze et d'acier du sculpteur italien Arnaldo Pomodoro commandé par la ville pour la restructuration de la piazza Garibaldi et inauguré officiellement le 2 juin 2009. Rappelant les arcs antiques des portes de la ville, cette sculpture mesure 7 mètres de hauteur, 14 mètres de diamètre et est large de 2 mètres[135]. Dans le même temps, une statue de Tête endormie du sculpteur polonais Igor Mitoraj est installée sur la piazza Trento.

### Lieux de culte
- La cathédrale San Lorenzo, siège du diocèse de Tivoli, a été fondée au VIIIe siècle sur le site du forum romain (dont il reste les ruines de la mensa ponderaria et d'un augusteum visibles sur le flanc droit de l'édifice[13]) et complètement reconstruite entre 1635 et 1640 sur ordre du cardinal Giulio Roma[132]. Église de style baroque, son campanile d'origine est roman et présente une façade avec un portique et trois entrées. Elle est constituée de trois nefs et de nombreuses chapelles latérales abritant une Déposition en bois du XIIIe siècle et un Triptyque du Sauveur du XIIe siècle.

- L'église Santa Maria Maggiore est construite sur les restes d'une villa romaine par le pape Simplice. Elle est complètement restructurée et agrandie au XIIe siècle, lors de son inclusion dans la nouvelle enceinte de la ville. Au XVe siècle un portail gothique tardif est réalisé et en 1590 le campanile est refait. L'église possède un dallage de style cosmatesque et un crucifix attribué à Baccio da Montelupo[13]. Le maître-autel abrite une Madonna delle Grazie du XIIIe siècle du peintre Jacopo Torriti[132]. L'église accueille le tombeau du cardinal Hippolyte d'Este dont le corps y fut transféré après son décès à Rome en 1572.

- L'église San Pietro alla Carità actuelle date du XIIe siècle et fut reconstruite sur les bases d'une basilique romane qui daterait du pontificat de Simplice vers 480[136]. La première mention attestée se trouve dans les écrits Liber pontificalis de Léon III vers 800 sous l'appellation de San Petro Maggiore. L'église est à trois nefs avec 12 colonnes en marbre cipolin et 6 en travertin provenant probablement de la villa Adriana[13]. La façade de style roman date de ca. 1300. Le clocher de style roman date du XIIIe siècle. Elle fut profondément restaurée en 1950 à la suite des dommages de la Seconde Guerre mondiale[132]. Elle est aujourd'hui affectée au culte orthodoxe roumain en raison de la très forte présence de la communauté roumaine à Tivoli depuis le milieu des années 2000 et constitue l'une des 116 paroisses du Diocèse orthodoxe roumain d'Italie.
- Le sanctuaire de Quintiliolo est un complexe religieux construit à partir de 1005 sur le lieu de la villa de Quintilius Varus dont il prend le nom. Il est alors confié par le pape Jean XVIII aux moines bénédictins puis de 1534 à 2005 aux Franciscains. Situé au nord de Tivoli sur l'autre rive de l'Aniene, il abrite une peinture sur bois de la Madonna di Quintiliolo datant du XIIIe siècle portée en procession chaque année vers la ville. L'église actuelle du sanctuaire a été refaite en 1757-1764 dans un style néo-classique[137].
- L'église San Silvestro est érigée au XIIe siècle dans le style roman. Elle héberge des fresques de cette époque représentant la légende de L'Empereur Costantin et de San Silvestro[132].
- L'église San Giovanni Evangelista construite au  XVe siècle qui possède des fresques d'Antoniazzo Romano et d'autres attribuées au Pérugin ou au Pinturicchio.
- L'église San Biagio reconstruite au XIXe siècle mais dont le portail d'origine date du XVIe siècle.
- L'église Sant'Andrea avec sa façade de 1894 et un clocher de style roman datant du XIIe siècle.
- L'église Sant'Anna construite à la fin du XVIe siècle sur le site de deux anciennes églises successives aujourd'hui entièrement détruites (Santa Maria degli Angeli au XVe siècle et San Clemente en 1557) dont il ne reste aucun vestige[138].
- L'église San Bernardino da Siena érigée en 1987.
- L'église Santo Stefano ai Ferri fondée au VIIIe siècle sur le site de la muraille de l'antique Tibur et dont la façade fut entièrement restaurée aux XIe – XIIe siècles, les deux chapelles latérales ajoutées au XIIIe siècle et décorées de fresques de la Nativité et de Santo Stefano datant de cette époque (dans le style de Giotto) et restaurées en 1910[139] (déconsacrée).
- L'église San Michele Arcangelo du XIIe siècle (déconsacrée).
- L'église San Nicola du XIIe siècle et restructurée en 1590 dans le style Renaissance (déconsacrée).
- L'église San Vincenzo des XIIIe et XIXe siècles (déconsacrée) qui fut à une période un théâtre municipal.
- L'église dell'Annunziata, datant du XIVe – XVIe siècle et reconstruite en 1729 (déconsacrée).
- L'église Santa Maria dell'Oliva érigée en 1512 abritant une fresque de la Vierge à l'Enfant (déconsacrée).
- L'église Santa Barbara du XVIIIe siècle (déconsacrée).
- L'église Santa Sinforosa[note 11] dite del Gesù construite en 1582-1587 par le cardinal français Matthieu Contarelli et allouée aux Jésuites (d'où son nom alternatif). L'église fut détruite lors des bombardements alliés du 26 mai 1944 et bien que la façade eut pu être sauvegardée, il fut décidé de la démolir entièrement[140]. Une nouvelle église del Gesù a été plus tardivement construite dans le quartier Empolitano.

### Réserve naturelle du mont Catillo
La réserve naturelle du mont Catillo a été créée par la province de Rome en 1997 autour du sommet éponyme puis étendue progressivement sur 1 320 hectares protégés entièrement situés sur le territoire de la commune de Tivoli. Elle abrite 120 espèces botaniques différentes dont une variété protégée d'asphodèles jaunes et une rare espèce d'orchidée en voie de disparition Ophrys tenthredinifera.

### Tivoli et les arts
| Alphonse de Lamartine (1790-1869) |
| --- |
| Oui, l'Anio murmure encore Le doux nom de Cynthie aux rochers de Tibur, Vaucluse a retenu le nom chéri de Laure, Et Ferrare au siècle futur Murmurera toujours celui d'Éléonore ! Heureuse la beauté que le poète adore ! Heureux le nom qu'il a chanté ! Toi, qu'en secret son culte honore, Tu peux, tu peux mourir ! dans la postérité. |
| À Elvire dans les Méditations poétiques (1820) |

La ville de Tivoli, en raison de l'attrait de ses villas et de son riche passé culturel, n'a cessé d'attirer durant plus de deux millénaires des poètes, écrivains, peintres et récemment photographes qui ont trouvé là d'importantes sources d'inspiration littéraire et historique ou des modèles paysagers à dépeindre, caractéristiques de la campagne romaine.
Le poète Properce au Ier siècle av. J.-C., sous la protection de Mécène qui possède à Tibur une villa près du temple d'Hercule, fut l'un des premiers à s'inspirer de la vallée de l'Aniene, où il vécut des amours passionnées avec une dénommée Cynthia originaire de la ville, pour versifier sur l'antique Tibur dans son livre IV des Élégies. Son histoire inspira dix-huit siècles plus tard le début d'un célèbre poème élégiaque à Alphonse de Lamartine, intitulé À Elvire et publié dans les Méditations poétiques en 1820, rappelant cet épisode lorsqu'il visita la ville la première fois en 1812. Mécène fait également construire pour Horace une imposante villa républicaine dans laquelle ce dernier décèdera en -8, peu de temps après son bienfaiteur,. Le moraliste et écrivain français Montesquieu qui résida une année en Italie, passe la journée du 5 juin 1729 à Tivoli dont il décrit la vie et les sites culturels – principalement les deux villas et les cascades de l'Anio – dans son carnet de route et mémoire intitulé Voyage de Gratz à La Haye. C'est enfin de sa villa à Tibur, que Marguerite Yourcenar, fait écrire les mémoires imaginaires qu'Hadrien adresse à Marc Aurèle dans Mémoires d'Hadrien (1951).
Les amours de Properce ont également inspiré de nombreux peintres qui en donnèrent une image campagnarde et romantique comme Le Lorrain en 1644, Gaspard Dughet en 1661, Richard Wilson en 1765, ou Auguste Vinchon en 1815, dans leurs Properce et Cynthia reprenant l'iconographie traditionnelle de la rencontre du poète avec la jeune Cynthie lors d'une randonnée dans le val dell'inferno avec en toile de fond une ville anachronique de Tibur prenant une image de Tivoli qui leur était contemporaine. La villa d'Este et ses romantiques jeux d'eau a également fortement inspiré les peintres romantiques comme Jean Honoré Fragonard qui en donna une vision explicite de lieu de badinage et de « lutinage » devant un obscur buisson en forme de cœur. Jean-Baptiste Corot qui fit plusieurs voyages à Tivoli, a peint en 1843 deux célèbres huiles de la villa intitulées Tivoli, les jardins de la Villa d'Este et Les Cascatelles. De nombreux autres peintres français, allemands, flamands, et même américains se sont inspirés des monuments antiques ou des suggestifs jeux d'eau et cascades de Tivoli pour réaliser leurs tableaux. Parmi les plus célèbres peuvent être cités : Antoine Caron, Paul Bril, Félix Boisselier, Claude Joseph Vernet, Hubert Robert, Pierre Thuillier, Ernest Hébert, Le Piranèse, Adam Elsheimer, Caspar Van Wittel, Jan Frans van Bloemen, Pierre-Henri de Valenciennes, Lancelot Théodore Turpin de Crissé, Johann Martin von Rohden, Christian Wilhelm Ernst Dietrich, Thomas Cole, Jacob Philipp Hackert, etc.
Les photographes se sont également, dès l'apparition de cette nouvelle technique au milieu du XIXe siècle et sans doute inspirés par la somme de trois siècles de peintures romantiques représentant les lieux, intéressés aux paysages suggestifs des environs de la ville, notamment des spectaculaires cascades, pour prendre des clichés qui en plus de leur valeur esthétique possèdent un caractère documentaire historique de première importance. Parmi eux, le photographe anglais James Anderson, qui vivait à Rome et était initialement aquarelliste, prit une importante série de vues de la ville et de ses trois villas vers 1850-1860 qui constituent les plus anciennes images de Tivoli. Le photographe allemand Wilhelm von Plüschow, qui s'installa de nombreuses années à Rome, réalisa également des prises de vue des jardins de la villa d'Este vers 1870.
Le compositeur hongrois Franz Liszt a effectué de très nombreux séjours (d'un à trois mois généralement de septembre à décembre) entre 1865 et 1880 à la villa d'Este à l'invitation de son ami le cardinal Gustav von Hohenlohe qui lui réservait une petite chambre dans une aile du bâtiment. Le cardinal Hohenlohe avait signé un contrat à vie pour occuper la villa en contrepartie de prendre à sa charge son entretien et la restauration des jardins afin de lui redonner sa splendeur. Là, dans la tranquillité des jardins aux hauts cyprès et des fontaines variées, Liszt a composé sur un piano droit certaines de ses meilleures pièces tardives pour piano (dont les thrènes Aux cyprès à la villa d'Este et Les Jeux d'eau à la villa d'Este en 1877) et musiques chorales. Il y donnait également des cours à ses jeunes élèves qui venaient de Rome pour les suivre, tels que Nadine Helbig ou Moriz Rosenthal et en 1879 y organisa avec le cardinal Hohenlohe un concert de charité auprès de la bourgeoisie romaine afin de récolter des dons pour permettre de lutter contre une importante famine qui touchait la population locale à la suite de désastreuses récoltes. Parmi les autres invités du cardinal se trouve le sculpteur américain Moses Ezekiel qui contribua également à la décoration de la villa.

### Personnalités liées à la ville
- Lucius Munatius Plancus (-87– -15), sénateur romain né à Tibur
- Properce (vers -47–15), poète qui vécut à Tibur[153]
- Quintilius Varus (-46–9), général romain ayant vécu à Tibur
- Horace (-65--8), poète qui vécut longtemps à Tibur
- Hadrien, empereur qui construisit sa célèbre villa à Tibur
- Gétule et Symphorose, saints martyrs ayant vécu à Tibur au IIe siècle
- Simplice, pape (468-483) né à Tibur
- Jean IX (840–900), pape (898-900) né à Tivoli
- Eugène III (ca. 1080–1153), pape mort à Tivoli
- Platon de Tivoli, mathématicien né à Tivoli au début du XIIe siècle
- Victor IV, antipape né à Montecelio près de Tivoli en 1095
- Hippolyte d'Este (1509–1572), cardinal ordonnateur de la villa d'Este
- Giovanni Maria Nanino (1543–1607), compositeur né à Tivoli
- Giulio Caccini (1551–1618), musicien et compositeur né à Tivoli
- Francesco Manelli (1595-1667), musicien et compositeur né à Tivoli
- Henri de La Roche-Posay (1577–1651), abbé français né à Tivoli
- Franz Liszt (1811–1886), musicien et compositeur ayant longuement séjourné à Tivoli de 1865 à 1880
- Gustav von Hohenlohe, cardinal allemand hôte et mécène de Liszt à la villa d'Este
- Luigi Olivetti (1856–1941), peintre ayant vécu et étant mort à Tivoli en 1941
- Olindo Galli (1900–1983), footballeur né et mort à Tivoli (et ancien maire de la ville)
- Emilio Gino Segrè (1905–1989), prix Nobel de physique né à Tivoli
- Little Tony (1941–2013), chanteur et comédien né à Tivoli
- Gilda Piersanti (1957), écrivaine née à Tivoli
- Margaret Mazzantini (1961), romancière et dramaturge ayant grandi à Tivoli[154]
- Massimo De Santis (1962), arbitre international de football né à Tivoli

| Les personnalités liées à Tivoli |
| --- |
| - Horace, mort à Rome en 8 av. J.-C. - L'empereur Hadrien bâtisseur de la villa d'Hadrien. - Le pape Simplice. - Hippolyte d'Este bâtisseur de la villa d'Este. - Franz Liszt dans les années 1860. - Emilio Gino Segrè (en 1954), prix Nobel de physique. - Little Tony (en 1967). |

## Transports et accès
Les aéroports les plus proches de Tivoli sont l'aéroport international de Rome Ciampino, situé à environ 25 kilomètres mais qui est plus réservé aux vols intérieurs et à bas coûts, et l'aéroport international de Fiumicino situé à environ 45 kilomètres de la ville assurant l'essentiel du trafic international de la capitale italienne. Ce dernier nécessite le transit par Rome ou le contournement par le Grand Raccord annulaire de Rome ou A90. La ville possède deux accès sur l'autoroute A24 reliant Rome-L'Aquila-Teramo aux sorties Tivoli et Castel Madama ainsi que par l'autoroute A1 à sa jonction avec l'A24 à Casello di Tivoli. Tivoli est également accessible depuis Rome par la via Tiburtina à laquelle elle a donné son nom et qui se poursuit au-delà de la ville par la via Tiburtina-Valeria en direction des Abruzzes et de Chieti et Pescara sur l'Adriatique.
Par la voie ferroviaire, Tivoli est accessible en quarante minutes environ par deux gares aux stations Bagni di Tivoli pour Tivoli Terme et Tivoli pour le centre-ville (bien que distante de quelques centaines de mètres car se trouvant sur la rive droite de l'Aniene). Ces deux gares sont situées sur la ligne régionale FL2 au départ de la gare de Rome-Tiburtina et sur la ligne Rome-Sulmona-Pescara au départ de la gare de Rome-Termini. Enfin la ville est reliée à Rome par différentes lignes de bus régionaux de la COTRAL (pour Compagnia Trasporti Laziali).
Le réseau interne de transports en commun de Tivoli dispose de onze lignes municipales de bus associées au sein de la Cooperativa Autoservizi Tiburtini (CAT) fondée en 1979. La CAT est une société coopérative qui assure le transport quotidien d'environ 6 h 30 à 20 h 00 entre :
- ligne 1 : Stazione ferroviaria / Braschi ;
- ligne 2 : P.le Nazioni Unite / Centro Storico ;
- ligne 3 : Largo S. Angelo / Colli S. Stefano ;
- ligne 4 : Tivoli / Campolimpido ;
- ligne 4 bis : Tivoli / Colle Nocello ;
- ligne 4/ : Piazzale Nazioni Unite / Paterno ;
- ligne 4X : Tivoli / Tivoli Terme ;
- ligne 5 : Arci / S. Balbina ;
- ligne 6 : Piazzale Nazioni Unite / Medicus Hotel ;
- ligne Le Piagge : Piazzale Nazioni Unite / Le Piagge ;
- ligne Monti Lucretili : Piazzale Nazioni Unite / Via Monti Lucretili.

Il est intéressant de noter qu'avant le XIXe siècle, le cours de l'Aniene, en amont mais aussi en aval de Tivoli et de ses cataractes, était navigable et fréquemment utilisé pour se rendre à Rome du temps des Romains. L'arrêt de la navigation sur la rivière est dû à la canalisation de ses eaux et à la construction de digues tout au long de son cours qui ont conduit à la diminution importante de son débit, principalement en aval de la ville, et à la création d'obstacles difficilement franchissables en amont.